# Parc Nacional de Yellowstone
Yellowstone (en anglès, Yellowstone National Park) és un parc nacional dels Estats Units situat a les muntanyes Rocoses. Es troba, principalment, a l'estat de Wyoming, i una petita part d'aquest als estats d'Idaho i Montana. Fou la primera àrea del món que va rebre el tractament de parc nacional, el 1872. La superfície abasta 2,219,789 acres (8,983.17 km2).
Després d'una sèrie d'expedicions a la regió entre els anys 1800 i 1860, en què van participar paranyers i exploradors com John Colter, Jim Bridger, William F. Raynolds, Ferdinand Vandeveer Hayden, Nathaniel P. Langford i Gustavus Cheyney Doane, i a partir de diverses discussions parlamentàries al Congrés dels Estats Units, el president Ulysses S. Grant va signar la llei  The Act of Dedication  el març de 1872, mitjançant la qual va quedar establert com el primer parc nacional nord-americà, i el primer del seu tipus al món. L'exèrcit nord-americà va estar al càrrec de la seva administració entre 1886 i 1918, i des de llavors és operat pel Servei de Parcs Nacionals.
El relleu de parc comprèn llacs, canyons, rius i serralades. El llac Yellowstone és un dels cossos d'aigua més extensos i elevats de l'Amèrica del Nord i està ubicat a la caldera de Yellowstone, el supervolcà més gran del continent. Si bé es tracta d'un volcà inactiu, ha fet erupció amb notable magnitud diverses vegades en els últims dos milions d'anys. Gràcies a la seva activitat volcànica contínua, Yellowstone també alberga la meitat dels guèisers i fonts hidrotermals del món. Al seu torn, el parc pertany al Gran Ecosistema de Yellowstone, l'ecosistema intacte més extens a la zona temperada del nord de la Terra. La Unesco el va nomenar Patrimoni de la Humanitat l'any 1978.
S'han documentat centenars d'espècies de mamífers, aus, peixos, rèptils i amfibis que habiten a Yellowstone, entre les quals s'inclouen diverses que estan en perill o amenaçades. El seu ecosistema posseeix la megafauna més gran dels Estats Units contigus -és a dir, excloent Alaska i Hawaii-, en addició a espècies úniques de plantes. Entre les espècies animals sobresurten els óssos grisos, els llops, els ants i els bisons americans; el ramat d'aquests últims és el més gran i antic existent en territori nord-americà. Almenys 1700 espècies d'arbres i plantes vasculars són natives de parc, mentre que unes altres 170 es consideren exòtiques. Anualment, solen presentar-se diversos terratrèmols incendis forestals en el lloc, encara que els primers solen ser indetectables pels visitants.
Amb el transcurs del temps, Yellowstone s'ha consolidat com un dels parcs nacionals dels Estats Units més populars. D'acord amb registres que daten de mitjans de la dècada de 1960, cada any és visitat almenys per dos milions de persones. La seva oferta turística hi inclou caminades, campaments, passejades en bot i pesca. Els camins pavimentats brinden un accés proper a les principals àrees geotèrmiques, així com a alguns dels llacs i cascades. Durant l'hivern, els visitants tenen l'opció de contractar visites guiades per mitjà d'autocars o motos de neu. Quant al seu impacte cultural, el parc ha contribuït als esforços internacionals de preservació de l'entorn natural i històric, «perquè tota la humanitat tingui l'oportunitat de reflexionar sobre el seu patrimoni natural i cultural, i de tornar a la natura i renéixer espiritualment en ella».
El paisatge està dominat pel bosc de pi lodgepole (Pinus contorta), que cobreix el 60% de la superfície del parc (cosa que representa el 80% de la part boscosa). Les traces d'un immens incendi que arrasà el parc durant l'estiu del 1988 (particularment sec) encara hi són ben visibles.

## Geografia
Aproximadament, el 96% del territori de Yellowstone està situat en l'estat de Wyoming, mentre que la petita àrea restant queda repartida entre Montana (3%) i Idaho (1%). La longitud de parc mesura 63 milles (101 km) de nord a sud i 54 milles (87 km) d'est a oest per aire, el que implica una superfície de 2,219,789 acres (8,983.17 km2), és a dir, similar a Delaware o Rhode Island. Els rius i llacs cobreixen aproximadament el 5% de parc, amb el Llac Yellowstone com el cos d'aigua més extens, amb 87.040 acres (0.35224 km2), així com una profunditat de fins a 400 peus (120 m), 110 milles (180 km) de riba i una elevació de 7,733 peus (2,357 m), el que el converteix en el cinquè llac més elevat de tota Amèrica del Nord. Igualment, els boscos comprenen un 80% de l'extensió de la reserva, mentre que les grans praderies ocupen el territori restant.

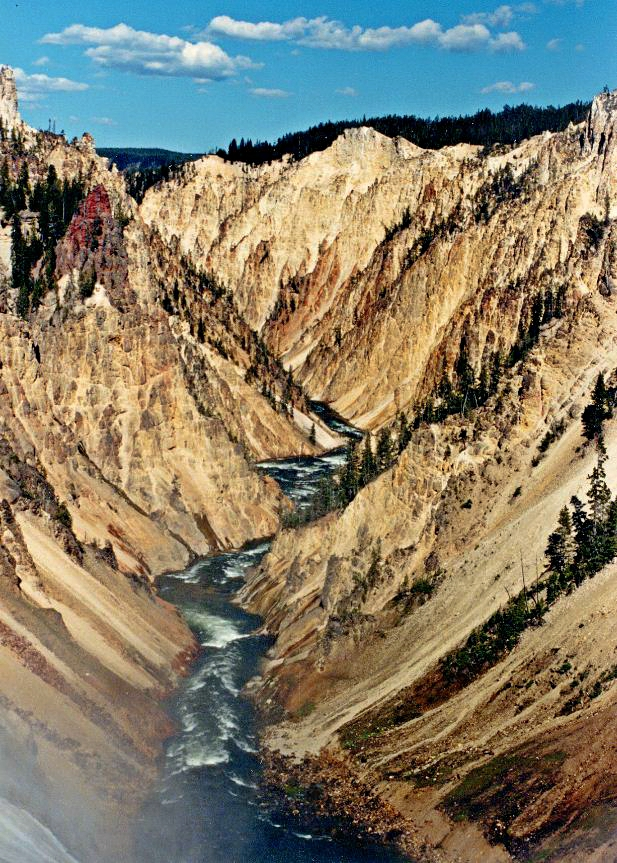
Secció del Gran Canyó del Yellowstone, on es pot apreciar el riu homònim al fons.

La divisòria continental d'Amèrica de Nord recorre diagonalment el parc cap al sud-oest, el que provoca una segmentació topogràfica entre les conques atlàntica i pacífica -on se situa aproximadament un terç del Yellowstone -. Per la seva banda, els orígens dels rius Yellowstone i Snake es troben geogràficament propers, però en costats diferents de la divisió, de manera que el curs del primer es dirigeix cap a l'Atlàntic -a través del riu Missouri i el golf de Mèxic -, mentre que el segon flueix cap al Pacífic, a desembocar en el Columbia.

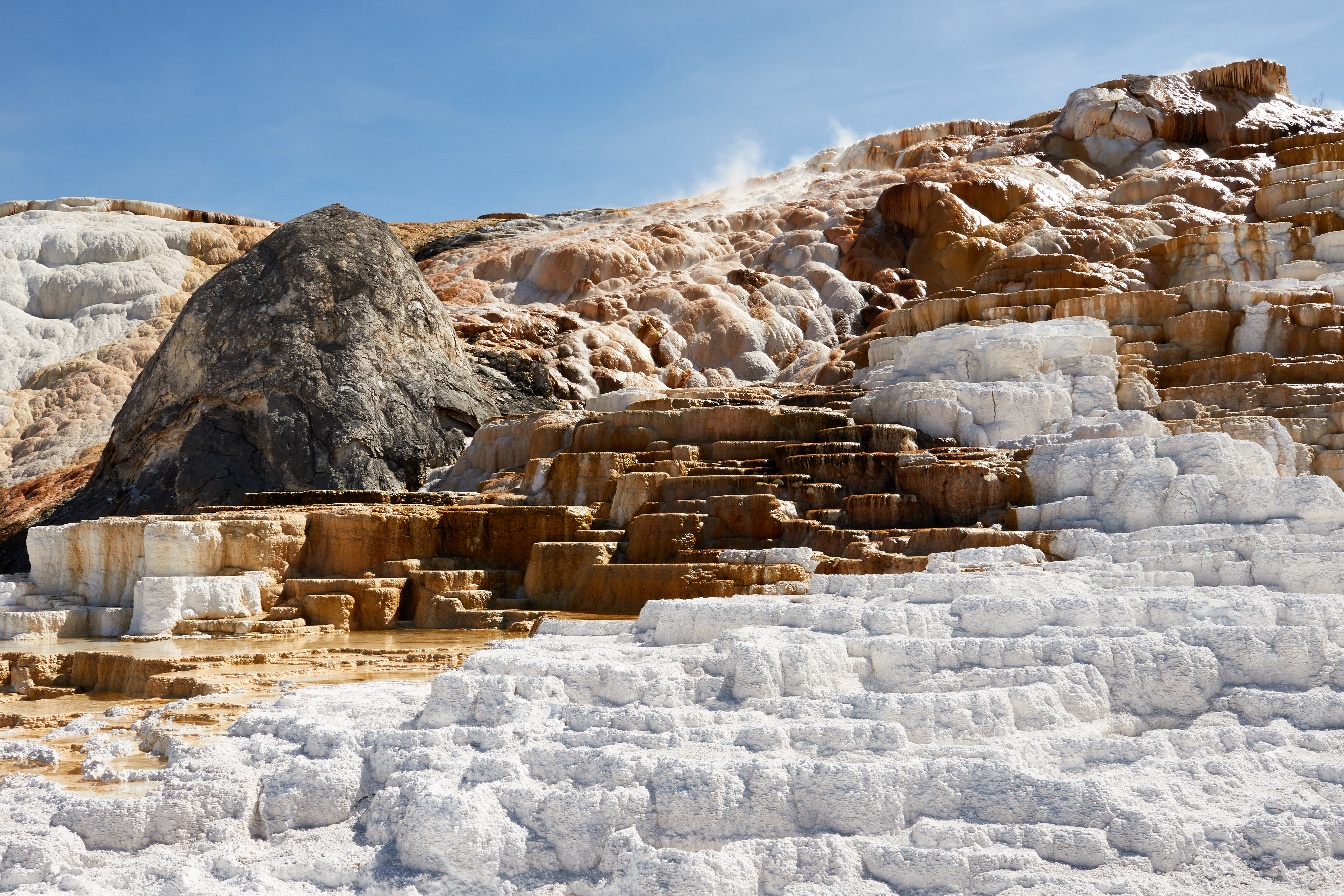
Terrasses de travertí a Mammoth Hot Springs.

Està situat a la capçalera dels rius Yellowstone i Snake, que acaben drenant respectivament cap a l'Atlàntic i el Pacífic. Hi arriba des del Pacífic la depressió coneguda com a plana del riu Snake, que fa que el seu clima sigui més humit que el de la zona dels voltants. Això, juntament amb el clima continental que hi ha, fa que els hiverns siguin especialment crus, amb innivacions molt abundants que ha fet que sigui un territori poc habitat per l'home i on, per tant, la naturalesa s'hi ha mantingut prou intacta. Allà hi restà, per exemple, l'últim reducte del visó americà després de ser objecte de cacera durant la colonització europea.
De la mateixa manera, el parc està assentat sobre l'altiplà de Yellowstone, que està a una elevació mitjana de 7,900 peus (2,400 m) sobre el nivell de la mar i en els límits se situen la serralada de les muntanyes Rocoses, encara que hi ha elevacions que arriben als entre 10,000 peus (3,000 m) i 13,000 peus (4,000 m). Topogràficament, el parc està constituït per altiplans que ronden els 2.000 m d'altitud, amb l'Eagle Peak (3.462 m) com a punt culminant, mentre que el lloc a menor altitud es troba a Reese Creek, a 5,282 peus (1,610 m). Altres serralades properes al Yellowstone són la Gallatin al nord, les Muntanyes Beartooth i Absaroka pel nord-est, i les serralades Teton i Madison al sud i oest, respectivament. Així mateix, el cim més notori de l'altiplà és la muntanya Washburn, amb els seus 10,243 peus (3,122 m).

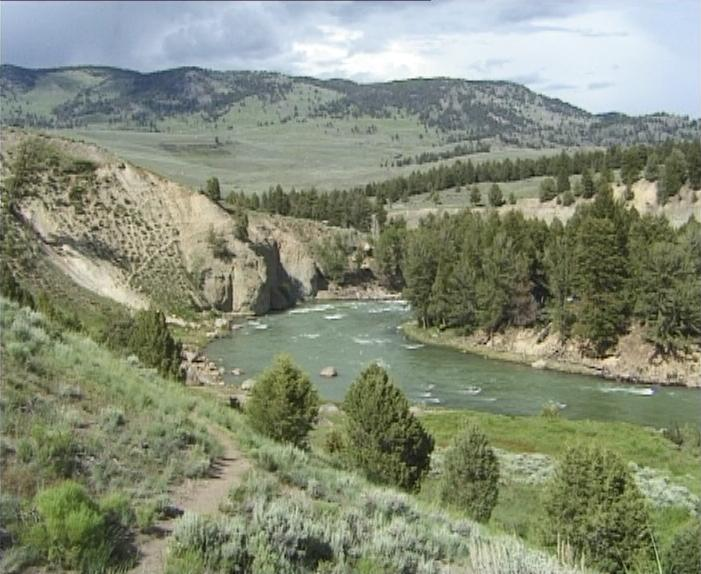
El riu Yellowstone al seu pas pel parc

Hi ha almenys 290 cascades de més de 15 peus (4.6 m), però la que més alçada guanya és la inferior de Yellowstone, amb 308 peus (94 m). Igualment, hi ha crestes i altres accidents geogràfics que els rius han anat arrossegant la toba volcànica de l'altiplà de Yellowstone des de fa almenys 640000 anys; el riu Lewis circula pel canó homònim, mentre que el Yellowstone ha creat dos accidents geogràfics: el gran Canyó de Yellowstone i el Canó negre de Yellowstone.

### Clima
El clima al parc de Yellowstone està àmpliament influenciat per la seva altitud, on les seves parts més baixes tenen un clima temperat al llarg de tot l'any. La temperatura màxima assolida en el parc ha estat de 99 °F (37 °C), registrada el 2002, mentre que la més baixa va ser de −66 °F (−54 °C), registrada l'any 1933. Durant l'etapa estiuenca, que va entre juny i principis de setembre, les temperatures més elevades solen estar entre un rang que va dels 70 °F (21 °C) a 80 °F (27 °C) i durant la nit poden caure fins a gelar -especialment a les zones a major altitud-, encara que durant la tarda també és possible que es produeixin tempestes elèctriques. Així mateix, a la primavera i la tardor, les temperatures en les hores diürnes solen estar en la forquilla de 30 °F (−1 °C) a 60 °F (16 °C), amb nocturnes d'un sol dígit (sota zero en graus Celsius), mentre que en els mesos hivernals arriben als 20 °F (−7 °C) en els moments més calorosos i els 0 °F (−18 °C) en els de més fred.
D'altra banda, les precipitacions són molt variables, ja que van des de les 15 polzades (380 mm) anuals en la zona propera a Mammoth Hot Springs, a les 80 polzades (2,000 mm) de les zones sud-occidentals. Un dels principals motius és el canal humit que forma la plana del riu Snake a l'oest que, al seu torn, va ser formada pel mateix Yellowstone. Així mateix, les nevades són possibles en qualsevol moment de l'any, però són més freqüents entre els mesos de novembre i abril, amb mitjanes que van des de les 150 polzades (3,800 mm) anuals al voltant de l'estany Yellowstone, al doble que poden donar-se en les parts més elevades.
Els tornados són molt inusuals en aquesta part d'Amèrica del Nord; però, el 21 de juliol de 1987 es va registrar el més poderós mai succeït a l'estat de Wyoming, colpejant les terres salvatges del Teton al Bosc nacional de Bridger-Teton, així com el mateix Yellowstone. Amb el nom de tornado del Teton-Yellowstone, va ser classificat com «F4» a la escala Fujita-Pearson, els vents van aconseguir una velocitat mitjana estimada d'entre 207 milles per hora (333 km/h) i 260 milles per hora (420 km/h). A més, el tornado va deixar un camí de destrucció d'entre 1 milla (1.6 km) i 2 milles (3.2 km) d'ample i 24 milles (39 km) de llarg, i va destruir unes 15,000 acres (61 km2) de bosc de pi. Segons la classificació climàtica de Köppen, el parc es troba a la zona subàrtica (DFC), tot i que altres fonts el consideren continental temperat (Dfb).

## Geologia

### Vulcanisme

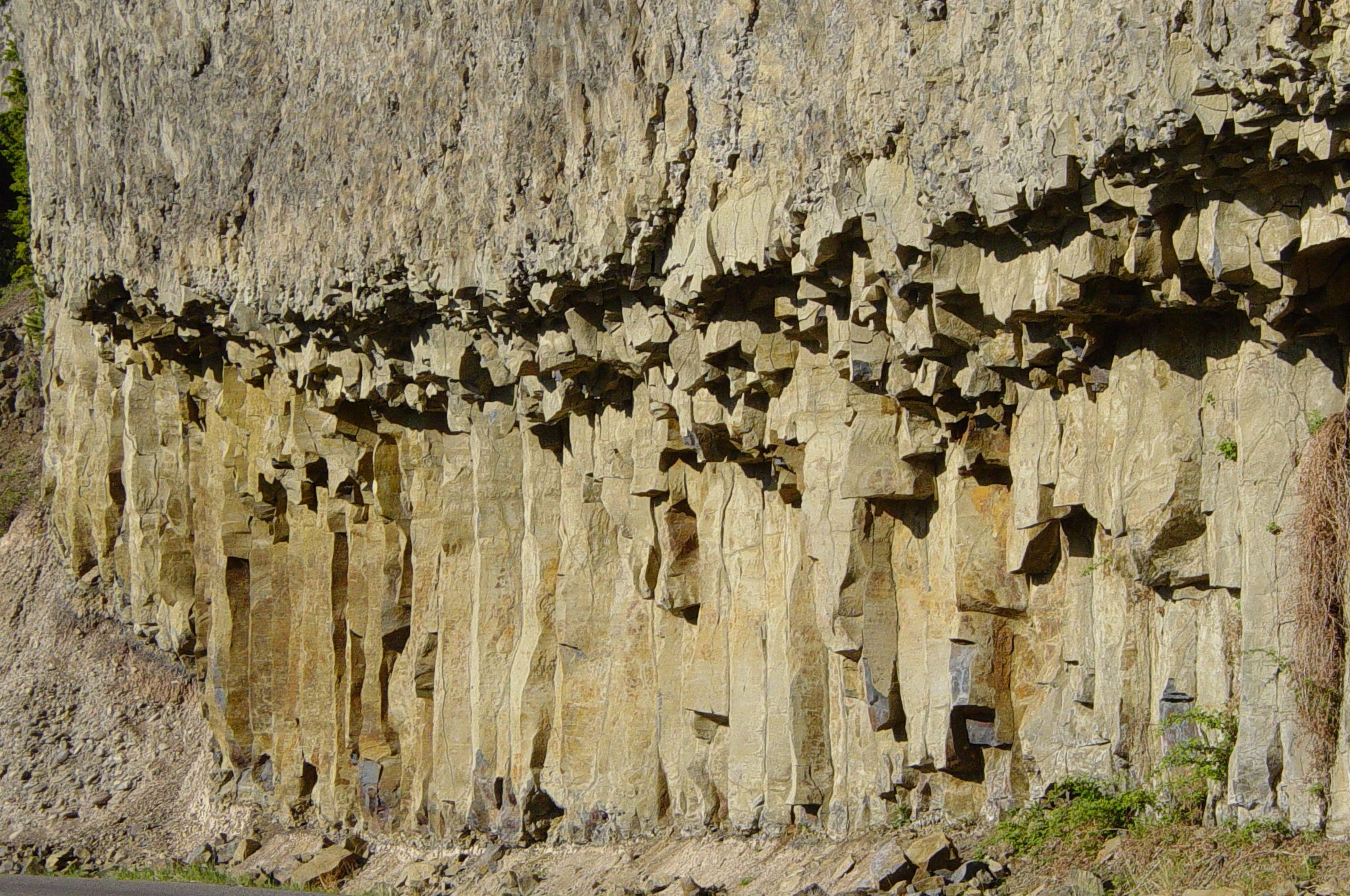
Columnes basàltiques al parc prop de Tower Fall, creades pel flux de diversos tipus de lava.

El parc nacional de Yellowstone es troba a l'extrem nord-est de la plana del riu Snake, des d'on sorgeix una gran vall en forma de «U» a través de les muntanyes que s'estén fins Boise, Idaho, uns 400 milles (640 km) cap a l'oest. Unit a això, es pensa que el vulcanisme inherent del parc està lligat a alguna forma de vulcanisme més antiga d'aquesta plana; per tant, Yellowstone és la part activa d'un punt calent que s'ha anat desplaçant cap al nord-est amb el pas del temps, encara que el seu origen continua sent objecte de discussió. Una de les teories manté que va ser el plomall de mantell la causa que el punt calent es mogués cap al nord-est, mentre que una altra suggereix que el corriment és el resultat de la fragmentació i el dinamisme en la subducció de la placa de Farallon a l'interior de la Terra.
La caldera de Yellowstone és el sistema volcànic més gran d'Amèrica del Nord, i a nivell mundial només és superat per la del llac Toba, a l'illa de Sumatra, Indonèsia. També se li ha encunyat el terme de «supervolcà», perquè la caldera es va formar mitjançant erupcions explosives excepcionalment grans. S'estima que la cambra magmàtica situada sota el parc connecta a una única cambra, amb 37 milles (60 km) de llarg, per 18 milles (29 km) d'ample, i una profunditat de 3 milles (4.8 km) a 7 milles (11 km). Per la seva banda, la caldera actual va ser creada mitjançant una erupció cataclísmica que va passar fa 640000 anys, amb la qual es van alliberar més de 240 mi³ (1000 km³) de cendra, roques i tefres, és a dir, aproximadament mil vegades més gran que la de la mont Sanit Helens el 1980. L'erupció va produir una caldera d'uns cinc vuitens de milla (≃1 km) de profunditat, així com 45 per 28 milles (≃72 per 45 km) de superfície que va donar lloc al tuf de Lava Creek, una formació en forma de  tuf soldat. L'erupció més violenta coneguda, que va passar fa 2,1 milions d'anys va expulsar 2450 km³ de material volcànic i va crear la formació rocosa avui coneguda com Huckleberry Ridge Tuff, així com la caldera d'Island Park Una altra erupció menor va alliberar ≃280 km³ de restes fa 1,3 milions d'anys, amb la qual es va formar lacaldera Henry 's Fork i va dipositar la Mesa Falls Tuffs.

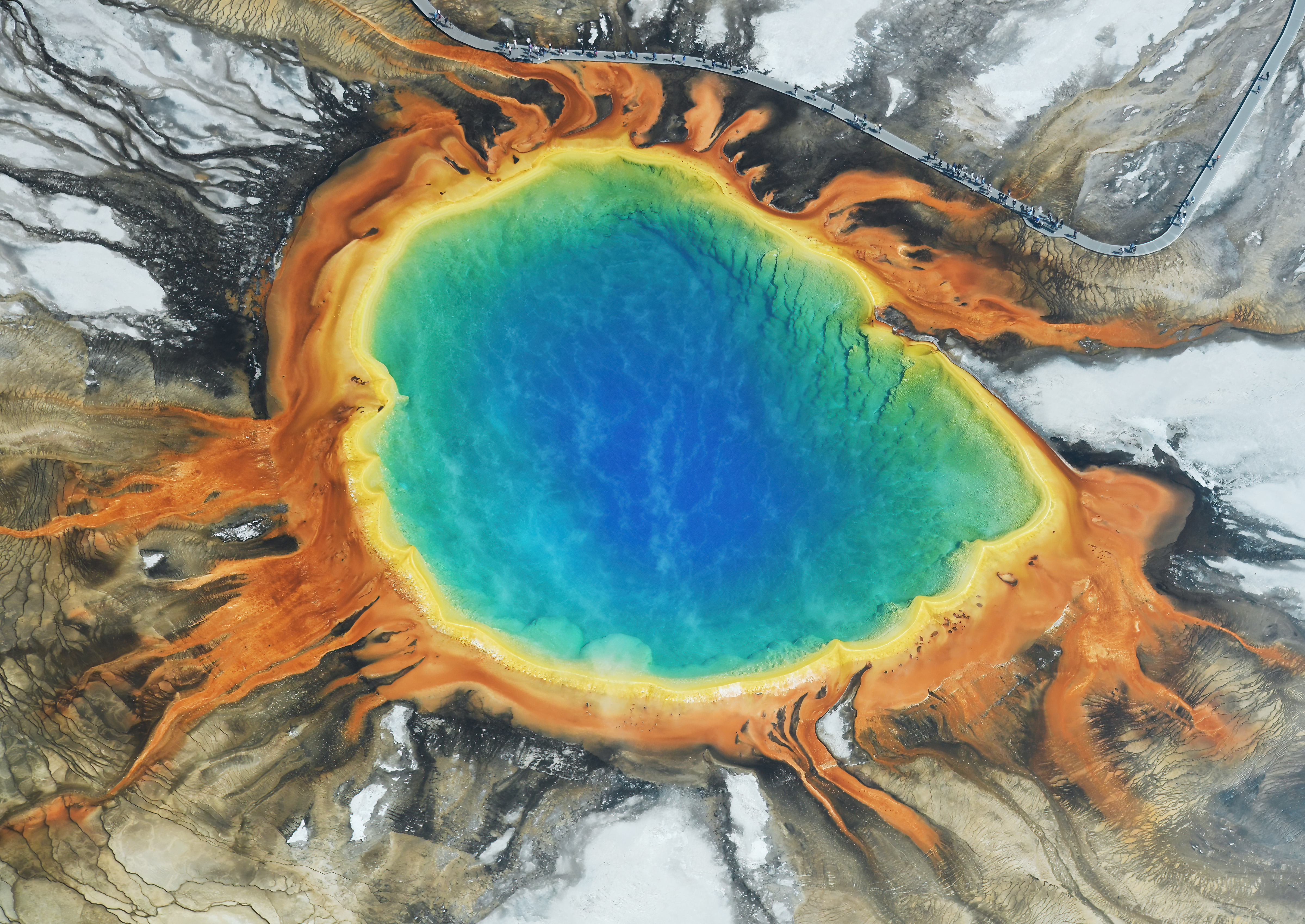
Una passarel·la que permet als visitants apropar-se a algunes fonts termals, com la Grand Prismatic Spring.

Cadascuna de les tres erupcions climàtiques va alliberar àmplies quantitats de cendra que van cobrir gran part d'Amèrica del Nord per centenars de milles, mentre que les piles llançades a l'atmosfera, juntament amb els gasos, probablement van causar importants impactes en els patrons del temps i van provocar l'extinció de diverses espècies, sobretot en aquest continent. En conseqüència, va ocórrer una altra erupció fa uns 160000 anys que va formar la petita caldera que conté el West Thumb del llac Yellowstone. Des de l'última supererupció, una sèrie de petits cicles eruptius succeïts entre fa 640000 i 70000 anys han omplert gairebé el total de la caldera de Yellowstone amb vuitanta tipus diferents de riolites, com les que es poden veure a Obsidian Cliff, o les pedres basàltiques que poden observar-se a Sheepeater Cliff. Al seu torn, els estrats de lava són fàcils de trobar en el gran canyó del parc, on el riu Yellowstone continua esculpint les zones per on abans fluïa el compost volcànic. També cal destacar que el canyó té valls estrets en forma de «V», el que indica que l'erosió ha estat causada per l'afluència d'aigua i no per resultat d'una glaciació.
Per això, cada erupció forma part d'un cicle eruptiu que aconsegueix el seu punt àlgid amb el col·lapse parcial del sostre d'una cambra magmàtica relativament buida. Això el que fa és crear una caldera i alliberar àmplies quantitats de substàncies volcàniques, generalment a través de les fissures que l'envolten. El temps que ha passat entre les últimes erupcions cataclísmiques a la zona de l'Yellowstone ha oscil·lat entre els 600000 i els 800000 anys, però alguns estudis conclouen que el petit nombre de tals erupcions no pot usar-se per fer una predicció adequada sobre futurs esdeveniments.

### Guèisers i sistema hidrotermal
El guèiser més conegut de parc, i potser del món, és el d'Old Faithful, que es troba a la conca del guèiser superior, on també es troben els guèisers Castle, Lion i Beehive. Unit a això, en el Yellowstone també es troba el guèiser més actiu de la planeta, el guèiser Steamboat de la conca Norris. Un estudi conclòs en 2011 va trobar que almenys 1823 fonts termals del parc havien entrat en erupció alguna vegada, de les quals unes 465 de mitjana ho havien fet en aquest any. Així mateix, en tota la reserva hi ha més de 10 000 accidents amb característiques termals, a més que la meitat dels guèisers i fonts similars se situen en aquest lloc. Per tal de realitzar un millor seguiment, el maig del 2001 el Servei Geològic dels Estats Units, l'administració del parc i la Universitat de Utah van crear el Yellowstone Volcano Observatory, una col·laboració a llarg termini que monitoritza els processos geològics de l'àrea volcànica de la plana del Yellowstone per divulgar informació relacionada amb els danys potencials d'aquesta regió geològicament activa.
L'any 2003, es van produir canvis en la conca del guèiser Norris que van derivar en el tancament temporal d'alguns camins de la zona. També es van observar noves fumaroles, mentre que diversos guèisers van mostrar una activitat més intensa que va incrementar la temperatura de les aigües. De fet, diversos d'aquests van arribar a ser tan calents que es van transformar en accidents capaços únicament d'expulsar vapor; l'aigua estava a una temperatura tan alta que no podia provocar erupcions normalment. Això va coincidir amb la publicació de diverses investigacions de l'servei geològic duta a terme durant diversos anys en què es va cartografiar el fons de l'estany Yellowstone i va identificar una estructura en forma de dom resurgent que s'havia aixecat en algun moment del passat. Els informes van indicar que tals increments no van suposar una amenaça immediata per l'erupció volcànica, ja que van ser desenvolupats fa molt de temps i no s'ha trobat cap increment en la temperatura a aquestes estructures. El 10 de març de 2004, un biòleg va descobrir cinc bisons morts que aparentment van inhalar gasos geotèrmics tòxics a la conca del guèiser Norris a causa d'una inversió atmosfèrica estacional, cosa que va ser seguit per certa activitat sísmica a l'abril d'aquest mateix any. L'any 2006, els doms del llac Mallard i el rierol Sour -àrees que han estat conegudes durant molt de temps per mostrar canvis significatius en els seus moviments terrestres- han crescut en una mitjana de 1.5 polzades (3.8 cm) a 2.4 polzades (6.1 cm) anualment des de mitjans de 2004 fins a 2006, tot i que segons dades del any següent, l'augment s'ha anat produint a un ritme menor. Aquestes situacions van provocar una gran cobertura mediàtica i especulacions sobre el futur geològic de la regió, al que alguns experts van respondre a la conjectura informant el públic que el risc d'una erupció volcànica no anava a augmentar en el futur pròxim. No obstant això, aquells canvis van demostrar la naturalesa dinàmica de sistema hidrotermal de parc.

### Terratrèmols

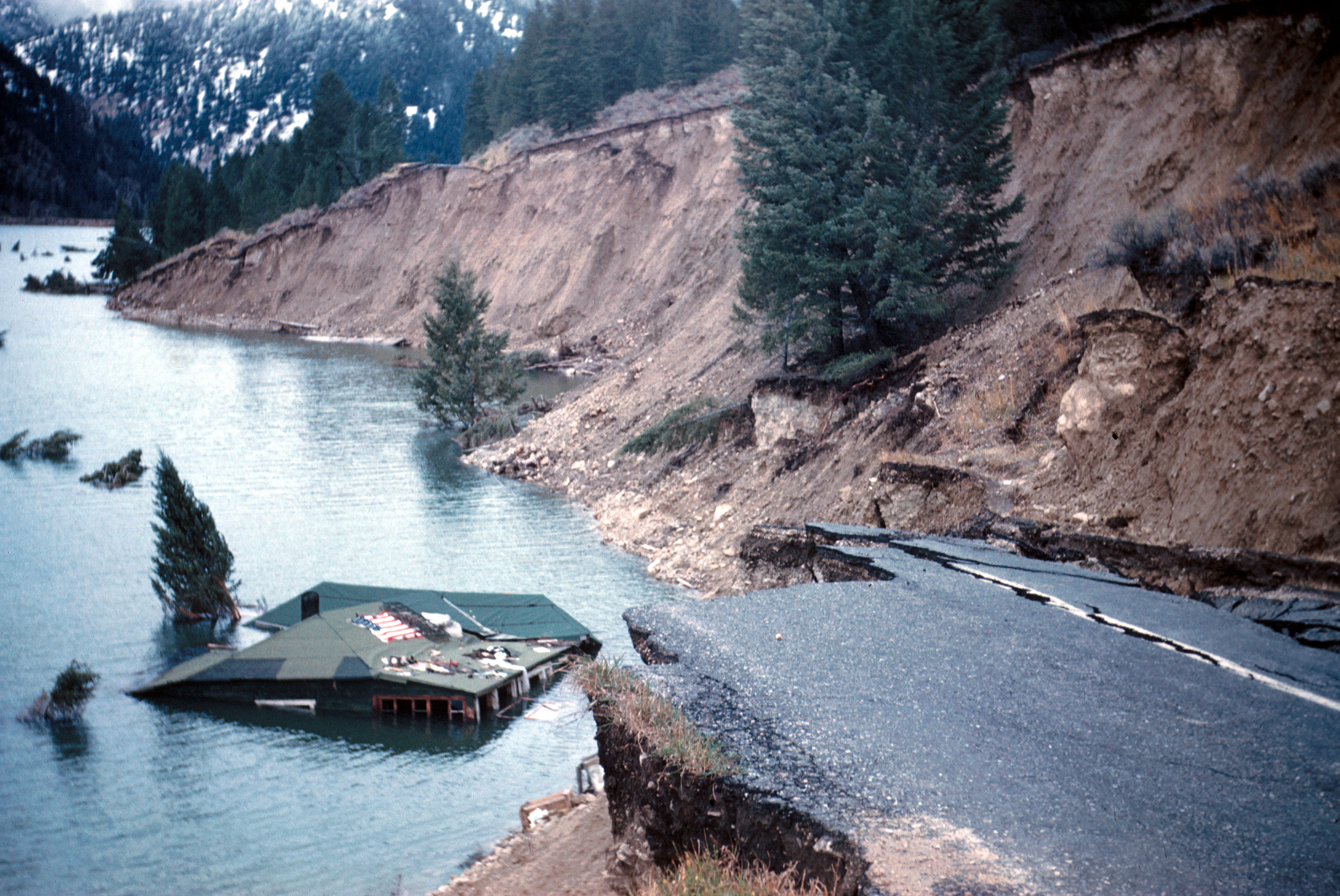
Danys estructurals a la zona del llac Hebgen causats pel terratrèmol succeït el 1959.

El Yellowstone pateix diversos milers de petits terratrèmols cada any, la majoria d'ells indetectables pels éssers humans. No obstant això, hi ha hagut almenys sis sismes amb una magnitud de sis o més en tota la història, incloent-hi el de l'estany Hebgen el 1959, que va arribar als 7,2 i va ocórrer en el límit nord del parc. Aquest moviment va desencadenar un corriment de terra que va afectar el riu proper i va crear un llac nou, conegut com el llac Quake, tot i que va provocar la mort de vint persones i nombrosos danys materials en les propietats properes. Així mateix, també va causar que alguns guèisers situats al nord-oest entressin en erupció, a part de propiciar la formació d'algunes esquerdes per les quals va emergir vapor, i que alguns punts calents que normalment tenen aigua neta es convertissin en fangars. Més endavant també va succeir un nou terratrèmol de magnitud 6,1 el 30 de juny de 1975, però només va causar danys menors.
Durant tres mesos de 1985, es van detectar tres mil tres-terratrèmols menors en la secció nord-oest de parc, durant el que es va denominar un "eixam sísmic», va ser atribuït a la menor subsidència de la caldera del Yellowstone. Unes dècades més tard, a partir del 30 d'abril de 2007, en aquest mateix àrea del volcà es van percebre durant diversos dies setze moviments amb magnituds que van fins als 2,7, el que demostra que els eixams són alguna cosa comuna, ja que s'han trobat fins a setanta en el període entre 1983 a 2008. de fet, al desembre d'aquest últim any es van mesurar més de 250 terratrèmols i en un lapse de quatre dies sota el llac Yellowstone, amb un de magnitud 3,9 com el més fort, mentre que més endavant, el gener del 2010, en només dos dies es van identificar uns altres 250. Per això, a causa de la freqüència que succeeixen aquests moviments, cada hora s'informava l'activitat geològica al parc nacional de Yellowstone mitjançant un programa de danys sísmic del servei geològic, tot i que es va deixar d'actualitzar. En anys més recents, es va produir un altre terratrèmol de magnitud 4,8 el 30 de març de 2014 a prop de la conca Norris, el que el va convertir en el moviment més potent succeït al parc des del 22 de febrer de 1980.

## Biologia i ecologia
El parc nacional de Yellowstone és l'atracció principal dels 20,000,000 acres (81,000 km2) que ocupa l'ecosistema del Gran Yellowstone, una regió en la qual també es troba el parc Nacional de Grand Teton, alguns boscos nacionals, on habita una àmplia varietat de vida salvatge. Es tracta de l'ecosistema amb el tram continu de terreny més gran de terra verge als Estats Units contigus -és a dir, sense comptar Alaska o Hawaii -. Gràcies a l'reeixit programa de reintroducció del llop, començat en els anys 1990, es poden trobar pràcticament totes les espècies que habitaven la zona quan els primers exploradors blancs van investigar el lloc per primera vegada.

### Fauna
El Yellowstone està àmpliament considerat com l'hàbitat més ampli de megafauna dels Estats Units contigus. Per exemple, es té constància d'almenys seixanta espècies de mamífers, incloent-hi el llop del Mackenzie, els coiots, el linx del Canadà, els pumes, així com els óssos negres americans i grisos. Altres grans espècies d'aquest tipus que es poden trobar al parc són els bisons americans, uapitís canadencs, ants, cérvols muls i de cua blanca, cabres salvatges, antílops americans o moltons de les Rocoses.
Els ramats de bisons del Yellowstone són l'agrupació d'aquesta espècie més gran de tot el país, i fins i tot arriben a ser un problema per als ramaders, ja que els preocupa que puguin transmetre malalties als seus parents domesticats. De fet, al voltant de la meitat dels bisons del parc han estat exposats a la brucel·losi, una malaltia bacteriana que va arribar a Amèrica del Nord des d'Europa, a partir del transport de bestiar, i que pot arribar a causar avortaments espontanis. No obstant això, la malaltia té poc efecte en els bisons de la reserva i no es té constància que hi hagi hagut casos de transmissió entre els individus salvatges als domèstics. No obstant això, el Servei d'Inspecció Sanitària de Plantes i Animals ha comunicat que aquest tipus d'animals són una «font probable» de l'expansió de la malaltia en el bestiar a Dakota del Nord i Wyoming. Els uapitís també poden portar l'afecció i es pensa que aquests han pogut haver-la encomanat a grups de cavalls.
Per la seva banda, els bisons han arribat a assolir una població d'entre 30 i 50 milions en algun moment de la història d'Amèrica del Nord; de fet, el Yellowstone, roman com un dels seus últims reductes, al passar de menys de 50 el 1902, a superar els 4000 el 2003. És més, la població va aconseguir el màxim de membres un parell d'anys més tard, en comptabilitzar-ne 4900, encara que aquesta s'ha anat reduint a partir d'aquest llavors, en part pels durs hiverns i per la mala gestió del brot de brucel·losi, que va obligar a l'administració a manar a una bona part a l'escorxador. Unit a això, es pensa que els bisons del parc formen un dels pocs ramats genèticament purs que encara queden en sòl públic a Amèrica de Nord, mentre que les altres són les de les muntanyes Henry a Utah, la del parc nacional Wind Cave a Dakota del Sud, així com la del parc Nacional Elk Island a Alberta, Canadà.
Per combatre l'amenaça de brucel·losi percebuda a la ramaderia, el personal sol aïllar els ramats de bisons dins dels límits de parc, quan aquests intenten escapar-se. És més, durant l'hivern de 1996 a 1997, el grup era tan gran que 1079 bisons que havien sortit dels límits, van ser tirotejats i enviats a l'escorxador, malgrat que els activistes en favor dels drets dels animals ho van considerar una pràctica cruel i que la possibilitat de transmissió no era tan gran com els ramaders mantenien. Així mateix, els ecologistes han assenyalat que aquesta espècie només es desplaça entre zones per al pasturatge i que es troben dins del gran ecosistema del Yellowstone -que ja havia estat transformat específicament per a tal fi; molts d'ells boscos nacionals llogats als ranxers privats-. Amb relació a ells, el Servei d'Inspecció Sanitària de Plantes i Animals, va esmentar que la brucel·losi podia ser eliminada en bisons i uapitís al parc mitjançant vacunacions, entre altres mitjans.
Al començament de 1914, com a part d'un esforç per protegir les poblacions d'uapitís, el Congrés dels Estats Units va fer provisió de fons per ser usats per motius de «[els] llops destructors, gossets de les praderies i altres animals perjudicials per a l'agricultura i la cria d'animals» en terrenys públics. D'aquesta manera, es van autoritzar caçadors que van eliminar uns 136 llops, si bé es van anar extingint gradualment en el Yellowstone. De fet, es van realitzar alguns exterminis més fins a 1935, quan el Servei de Parcs Nacionals va acabar amb la pràctica. Amb l'aprovació de la Llei d'Espècies en Perill d'Extinció de l'any 1973, aquests animals van ser dels primers a ser agregats a la llista.
Per als anys 1990, el govern federal s'havia retractat dels seus punts de vista sobre els llops, ja que, després d'una controvertida decisió del Servei de Pesca i Vida Silvestre dels Estats Units -encarregats de monitorar a les espècies amenaçades o en perill-, es van tornar a inserir en el parc llops importats del nord-oest del Canadà. Els esforços per la seva reintroducció van ser reeixits, al mantenir les poblacions relativament estables; de fet, en una enquesta duta a terme el 2005 es va informar que hi havia tretze grups de llops, que sumaven uns 118 individus a l'interior de Yellowstone i fins a 326 en la totalitat de l'ecosistema. No obstant això, aquestes xifres van ser inferiors a les reportades un any abans, i el descens es va atribuir a les migracions a altres zones properes, tal com suggeria l'augment poblacional a Montana en aquest mateix període. Gairebé la totalitat dels llops documentats descendeixen d'aquells seixanta-sis introduïts entre 1995 i 1996, al mateix temps que la recuperació d'aquesta espècie en els estats de Wyoming, Montana i Idaho ha estat tan reeixida que el 27 de febrer de 2008 el Servei de Pesca i Vida Silvestre va eliminar el llop de les muntanyes Rocoses del nord de la llista d'espècies en perill d'extinció.
D'altra banda, els óssos negres són comuns al parc i van ser un símbol de la mateixa causa de la seva interacció amb els visitants a principis de 2010. No obstant això, l'alimentació i mantenir contacte amb aquests animals es va prohibir a la dècada de 1960 per reduir la gana pel menjar dels éssers humans. A més, el Yellowstone és un dels pocs llocs de tot el país on els óssos negres conviuen amb els grisos, i solen observar-se en les àrees del nord i prop del riu Bechler, que és la part més meridional de tot el parc. Segons dades de l'any 2017, hi ha aproximadament set-cents óssos grisos vivint a tot l'ecosistema, amb uns cent cinquanta vivint dins o als voltants de parc. al principi, aquesta espècie va ser afegida a la llista d’amenaçades als Estats Units contigus el 28 de juliol de 1975, però va ser retirat el 2007, si bé hi va haver certa oposició a causa de certes preocupacions perquè alguns estats tornessin a permetre la seva caça i que eren necessàries millors mesures de conservació per mantenir una població sostenible. No obstant això, un jutge va revertir aquesta decisió l'any 2009 i va tornar a col·locar a aquesta espècie en el document, encara que va tornar a ser retirat el 2017, però, de nou, l'autoritat judicial va assenyalar que la protecció de l'ós gris hauria de ser restaurada completament, en assenyalar que el Servei de Pesca i Vida Silvestre va cometre un error. Malgrat tot, la caça es troba prohibida al parc, tot i que aquells que la practiquen fora dels límits poden creuar el Yellowstone amb el cadàver si disposen d'un permís.
Pel que fa als uapitís, l'any 2007 es van calcular en més de 30000, el que suposa ser el mamífer amb major nombre d'individus de tot el parc. No obstant això, el ramat situat al nord ha anat decreixent en població de manera notòria, degut en part als atacs de llops o als efectes cusals, com ocultar-se entre els boscos per evitar ser víctima de depredadors, el que fa més difícil l'adequat recompte per part dels investigadors. al mateix temps, l'any 2003 es van trobar rastres que van ser seguits durant més de 2 milles (3.2 km) i van resultar ser d'un linx femella i el seu cadell, un cop confirmat a partir d'excrements, entre altres proves. No obstant això, no es va poder realitzar cap contacte visual i no han estat observats en el Yellowstone des de 1998, encara que proves de ADN a partir de mostres de pèl obtingudes el 2001 afirmen que els linxs, com a mínim, transiten pel parc. Altres espècies dels quals la presència és poc comú són les del puma, la població s'estima en només vint individus, i la del golut, amb dades desconegudes.
Pel que fa a vida aquàtica, se sap que viuen unes divuit espècies de peixos, inclosa la truita degollada del Yellowstone, molt cobejada pels pescadors. Aquesta s'ha hagut d'enfrontar a nombroses amenaces des dels anys 1980, com la sospitosa introducció il·legal al llac Yellowstone de la truita lacustre americana, una espècie invasora que s'alimenta de les degollades més petites. Tot i que la truita lacustre es va establir en els llacs Shoshons i Lewis -en el drenatge del riu Snake - per les operacions d'agrupament de 1890 per part del Govern dels Estats Units, mai va ser introduïda oficialment en el drenatge del riu Yellowstone. La truita degollada també ha hagut de fer front a les contínues sequeres, així com a la introducció accidental d'un paràsit, el Myxobolus cerebralis, que causa una malaltia terminal al sistema nerviós en els individus més joves. Des de 2001, totes les espècies natives capturades per la pesca esportiva en les vies fluvials de parc han d'alliberar-se a l'hora d'atrapar-les.
A més a més, el parc també és la llar de set espècies de rèptils, com la tortuga pintada, la Charina bottae, Charina bottae, Pituophis catenifer sayi, Sceloporus graciosus o Thamnophis sirtalis, mentre que entre els amfibis hi ha Pseudacris maculata, la salamandra tigrada, Anaxyrus boreas o Rana luteiventris. Així mateix, s'han comptat 311 espècies d'aus, de les quals pràcticament la meitat nien al Yellowstone. El 1999 es va informar de vint parelles de àguila calba niant al parc, tot i que també s'han albirat Gavia immer, ànecs arlequins, Pandion haliaetus, falcons pelegrins o cignes trompeters, totes elles considerades espècies de gran preocupació per la seva escassa presencia al parc.

### Flora

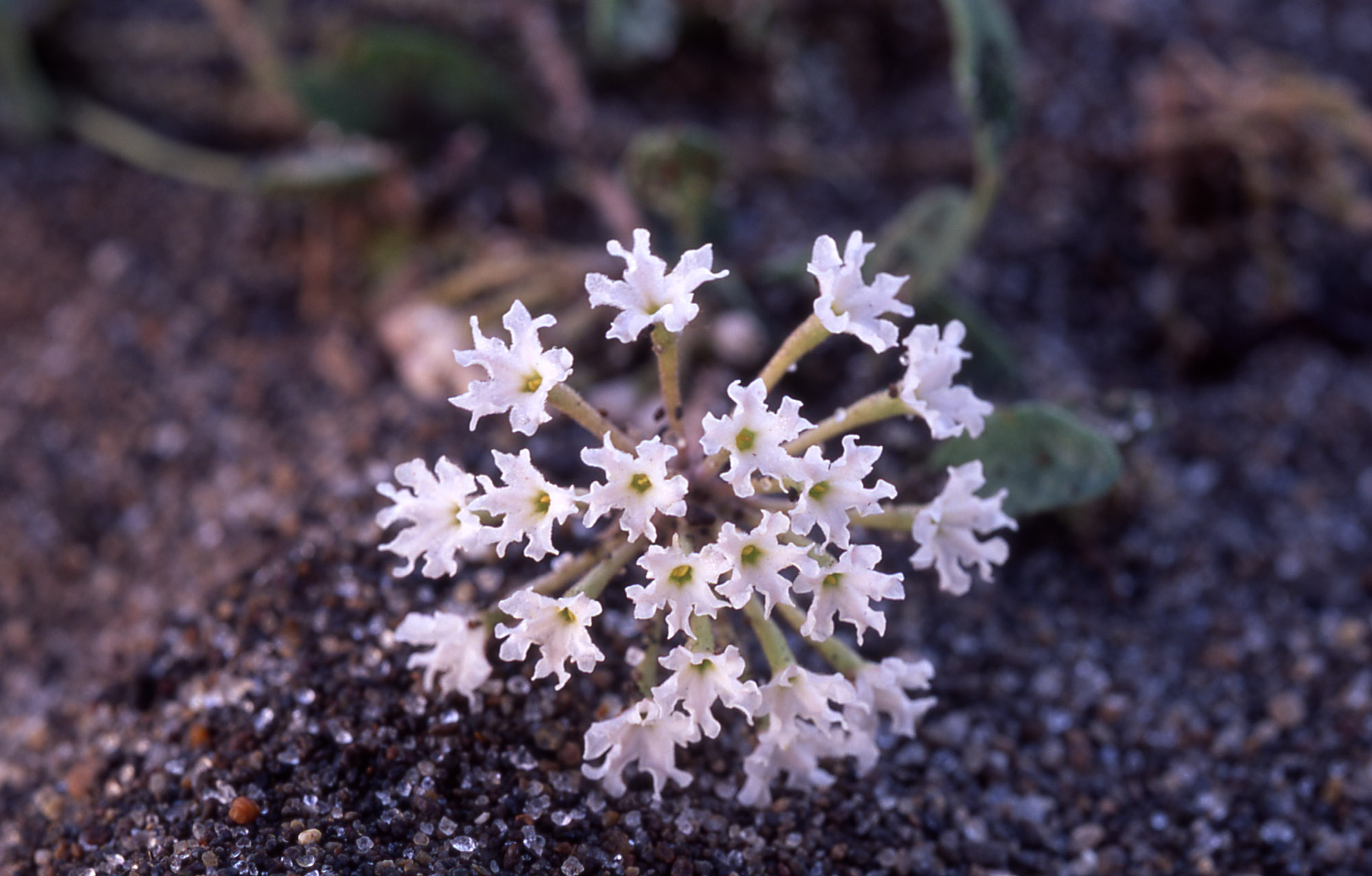
Abronia ammophila és una espècie endèmica que es troba exclusivament a la riba del llac Yellowstone.

Almenys 1700 espècies d'arbres i plantes vasculars són natives del parc, mentre que altres 170 es consideren exòtiques i, per tant, no són originàries del Yellowstone. Així mateix, d'entre els vuit tipus de coníferes, el Pinus contorta cobreix el 80% de les àrees boscoses, mentre que els restants - com l'avet alpí, Picea engelmannii, Pseudotsuga menziesii o el pi d'escorça blanca - estan escampats per diverses arbredes al llarg de parc. Des de 2007, el pi d'escorça blanca està amenaçat pel fong puccinial  Cronartium ribicola ; però, això només succeeix en els boscos localitzats al nord i l'oest. Al voltant del 7% dels espècimens d'aquest pi han estat infectats pel fong, si bé en regions del nord-oest de Montana l'impacte ha estat gairebé total. d'altra banda, el trèmol i el Salix són les espècies més comunes de arbres caducifolis. No obstant això, els boscos d'àlbers han anat perdent extensió significativament des d'inicis de segle segle xx, però, segons alguns científics de la Universitat Estatal d'Oregon, la reintroducció de llops ha provocat que la seva grandària torni a augmentar, ja que aquests han fet que el pasturatge entre els uapitís canviï.
També, s'han identificat dotzenes d'espècies de flors; moltes d'elles comencen el seu desenvolupament entre els mesos de maig i setembre. La  verbena de sorra del Yellowstone és una espècie floral rara que es troba exclusivament al parc, però que està a prop en relació amb altres espècies que se situen en climes molt més temperats, el que la fa enigmàtica. S'estima que hi ha uns 8000 exemplars a les terres arenoses del llac Yellowstone, molt per sobre de la cota d'aigua. sovint, les plantes no natives amenacen les endèmiques pel fet que aquestes fan servir tots els nutrients disponibles. Si bé les espècies exòtiques solen trobar-se per les àrees on hi ha més presència humana, com a prop de carreteres o en instal·lacions turístiques, també són presents en parts més allunyades. Generalment, aquestes plantes tenen la seva extensió controlada, ja que se solen extreure fora de la terra o se'ls difumina un aerosol, encara que són procediments cars i que consumeixen temps.

### Microorganismes
A les aigües calentes de parc, hi ha bacteris que s'agrupen en embulls de trilions d'individus en formes estranyes. Es tracta d'algunes de les formes de vida més primitives de la Terra, que al seu torn acullen a mosques i altres artròpodes fins i tot en els hiverns amb freds més extrems. Al principi, els científics pensaven que aconseguien el seu suport a partir del sofre exclusivament, però l'any 2005 alguns investigadors de la Universitat de Colorado a Boulder van descobrir que el seu aliment per algun dels diversos hipertermófils prové de l'hidrogen molecular.
La Thermus aquaticus és un bacteri que es va trobar en les aigües termals del Yellowstone i produeix un important enzim que és fàcil de replicar en un laboratori, i és útil a l'hora de fer còpies d'ADN com a part del procés de la reacció en cadena de la polimerasa (PCR, per les sigles en anglès), a més que la seva extracció genera pocs danys en l'ecosistema. Altres organismes d'aquest tipus que es troben en aquesta zona també s'han demostrat útils per als científics que investiguen la cura de diverses malalties. d'altra banda, l'any 2016, investigadors de la Universitat d'Uppsala van informar de la descoberta de termòfils, els Hadesarchaea, a la conca de Culex, que són capaços de convertir el monòxid de carboni i l'aigua en diòxid de carboni i oxigen.

### Incendis forestals

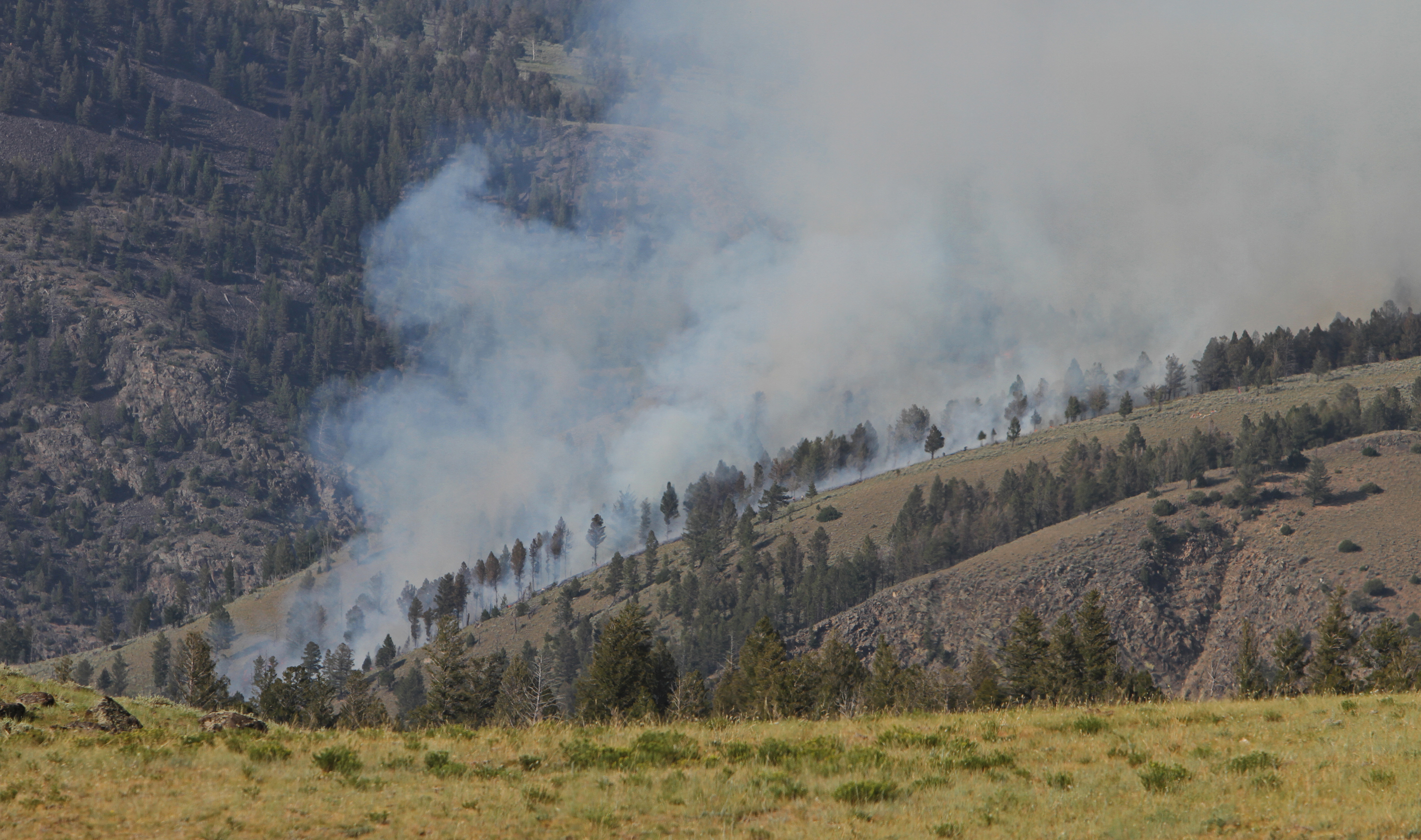
Incendi forestal a una secció de parc (succeït el 2012).

D'acord amb estadístiques del Servei de Parcs Nacionals, les pastures i boscos de Yellowstone són susceptibles a incendis forestals cada vint o tres-cents anys, respectivament. Per tractar-se d'un fenomen inherent a la majoria dels ecosistemes, certes plantes autòctones s'han adaptat a les condicions adverses. Per exemple, l'avet de Douglas posseeix una escorça gruixuda que protegeix la secció interna de l'arbre de l'incendi, mentre que els pins  Lodgepole  -l'espècie d'arbre més comú en el parc-, en general, presenten cons que s'obren únicament davant la presència de flames. Les seves llavors es mantenen protegides per acció d'una resistent resina que, un cop fosa pel foc, permet que les llavors es dispersin. Finalment les flames buiden la fusta morta i caiguda, amb la qual cosa ajuden al fet que els pins floreixin amb menor dificultat. D'altra banda, hi ha espècies que tendeixen a créixer en àrees més fredes i humides on hi ha menys probabilitat de sinistres, com ara l'avet alpí, la Pícea d'Engelmann o el pi d'escorça blanca. En estar aïllades de la calor per terra, les arrels dels àlbers prevalen davant les flames.
Cada any de mitjana es produeixen trenta-cinc incendis al parc per les descàrregues de llamps, en addició a altres sis a deu sinistres que són provocats per l'acció humana, la majoria de les vegades per accident. Yellowstone compta amb tres torres de vigilància contra incendis, cadascuna equipada amb bombers capacitats, l'activitat més gran es produeix entre juny i setembre de cada any, període identificat pels oficials de parc com la principal temporada d'incendis. Les flames solen cremar amb major intensitat poc abans del vespre, i en general cremen superfícies menors de 100 acres (40 ha), abans de consumir-se per si soles. Cal esmentar que el parc també compta amb un sistema de monitoratge d'incendis des de l'aire, a més de recolzar-se en els informes dels clients sobre presència de fum o flames en les instal·lacions. Una de les activitats dels guaites forestals consisteix en monitorar l'acumulació de fusta morta i caiguda, la humitat de terra i dels arbres, així com el clima, per determinar les àrees més vulnerables al foc en cas d'incendi. La política de Yellowstone estableix que els incendis provocats per l'home han de ser suprimits, mentre que els ocasionats de forma natural són avaluats per identificar el benefici o perjudici cap a l'ecosistema, de manera que els oficials només els extingeixen si determinen que l'incendi representa una amenaça immediata per als visitants o estructures, o que pot estendre de forma descontrolada. Els empleats de Yellowstone duen a terme cremes controlades per eliminar la fusta morta, una cosa que al seu torn ajuda als bombers a controlar tant la quantitat com els llocs on la fusta és consumida. Si bé solen iniciar-se incendis en Yellowstone amb poca freqüència en comparació amb altres parcs nord-americans, s'ha tornat habitual la pràctica de deixar que es consumeixin per si sols els incendis naturals.

## Etimologia
El seu nom prové del riu Yellowstone, la denominació es remunta al segle segle xvii, quan certs comerciants francesos van utilitzar l'expressió «  Roche jaune »probablement en al·lusió a terme hidatsa   Mi tsi a-da-zi  -« riu de pedra groga ».- Temps després, els homes de muntanya nord-americans van traduir l'expressió francesa a l'anglès com «Yellow Stone». En general, es considera que aquest nom es refereix a les roques grogues que poden observar-se en el Gran Canyó de Yellowstone.

## Història

### Època precolombina

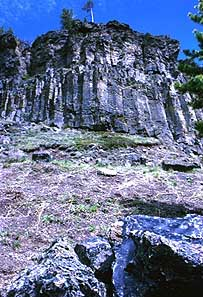
Obsidian Cliff.

La troballa d'una punta d'obsidiana d'origen clovis a l'àrea que ocupa l'oficina de correus de Gardiner, Montana, suposa que la presència d'assentaments humans en aquest lloc es remunta almenys 11000 anys enrere. Aquest material era abundant en aquesta regió, de manera que solia ser aprofitat pels nadius nord-americans per construir eines de tall i armes. Davant l'evidència d'altres puntes d'obsidiana al vall del Mississipi, es dedueix la probable existència d'una ruta d'intercanvi comercial entre aquests assentaments amb altres situats més a l'orient. Si bé els primers exploradors blancs van arribar a territori durant l'expedició de Lewis i Clark de l'any 1805 -moment en el qual es van adonar de la presència de tribus nez percés, crow i xoixons -, en realitat no van visitar el lloc ocupat pel parc de Yellowstone, malgrat que alguns dels que van travessar el que el dia d'avui és l'estat de Montana tenien coneixement de l'indret.

### Etapa d'exploracions (1807-1871)
L'expedició de Lewis i Clark va atreure l'interès de paranyers i exploradors a la regió, especialment a territori ocupat per Saint Louís, Missouri. Un grup d'exploradors encapçalats per l'espanyol Manuel Lisa es van establir a la desembocadura del riu Bighorn durant la temporada hivernal de 1807 per caçar i recol·lectar. Entre ells, es trobava el caçador John Colter, que va observar almenys una zona geotèrmica prop de la cascada Tower Fall, cap al nord-est, després de travessar una part de la regió que hauria d'ocupar el parc Yellowstone. Tot i que temps després va descriure un lloc de «foc i sofre», Colter's Hell, la seva declaració no va tenir credibilitat, ja que l'any 1809 va resultar ferit durant un enfrontament amb les tribus crow i peus negres, i es va creure que això li havia produït un «deliri». No obstant això, durant les següents quatre dècades van sorgir diversos informes de paranyers i homes de muntanya, com Jim Bridger, Thomas Fitzpatrick o Jedediah Smith, als que es va fer referència a un lloc de «fang bullint, rius fumejants i arbres petrificats». el primer informe de què es té registre sobre la regió es va publicar al Philadelphia Gazette i el Daily Advertizer, el setembre de 1827.
Es considera que la primera excursió governamental al lloc va ocórrer cap a l'any 1859, quan el topògraf William F. Raynolds, del Corps of Topographical Engineers al servei de l'exèrcit estatunidenc, va encapçalar juntament amb Bridger i el naturalista Ferdinand Vandeveer Hayden una expedició de dos anys a nord de les muntanyes Rocoses amb la intenció d'analitzar l'estil de vida dels amerindis de la regió i la viabilitat d'establir un assentament en l'àrea circumdant a la capçalera del riu Missouri. Després de passar l'hivern a Wyoming, Raynolds i el seu equip van intentar creuar la divisòria continental des del desguàs del Wind River, al nord-oest de l'estat, per sobre de l'«altiplà de dos oceans» el maig de 1860. Si no fos per les fortes nevades que van obstaculitzar el seu avanç, hauria estat el primer grup explorador a ingressar a la regió de Yellowstone. L'informe de resultats de l'expedició no es va publicar fins a l'any 1868.

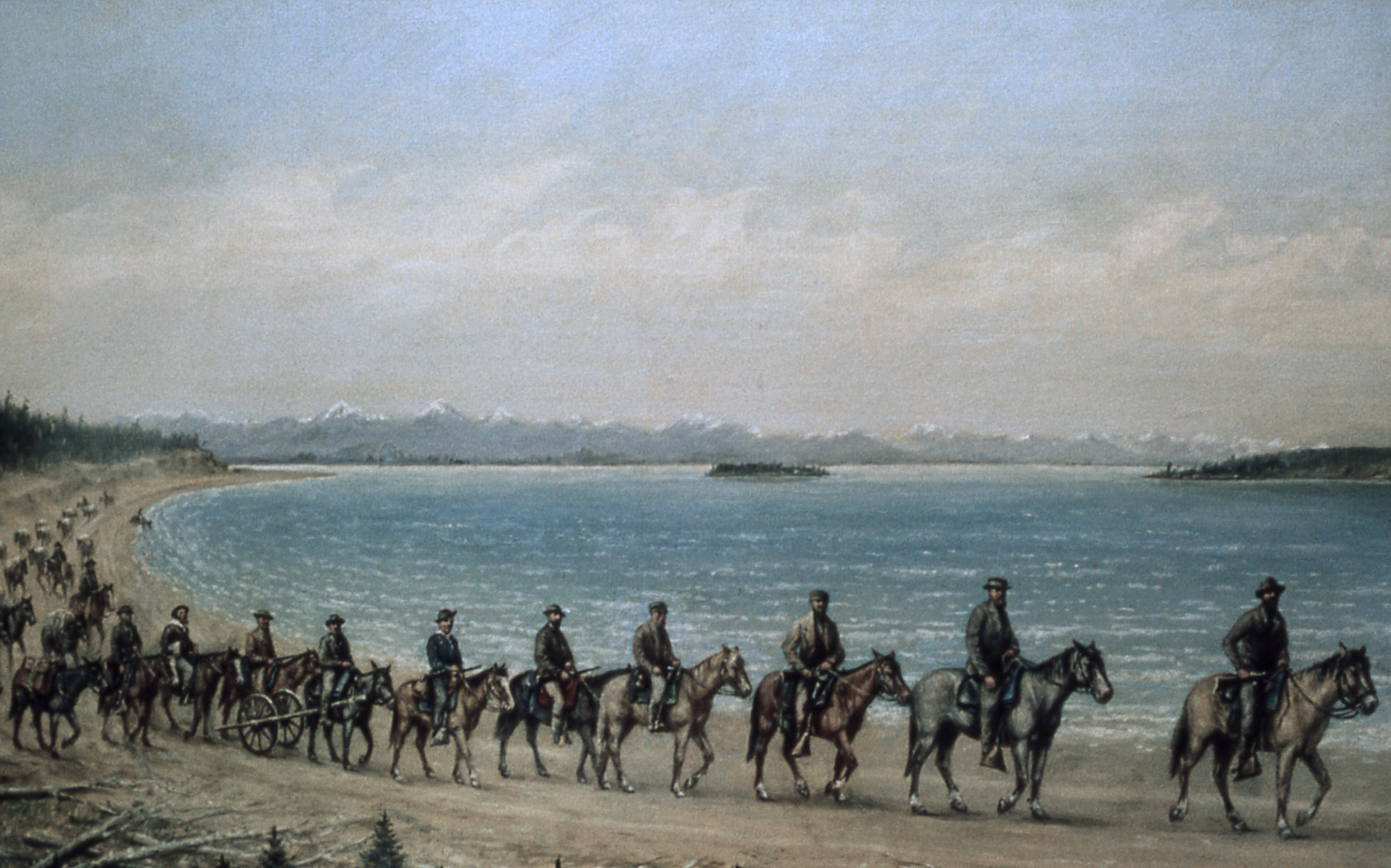
Aquesta pintura de William Henry Jackson, The Hayden Survey descriu l'exploració d'un llac a Yellowstone (1871).

Les exploracions van quedar suspeses fins a finals de la dècada de 1860, a causa de la guerra civil nord-americana. L'any 1869, un grup de tres exploradors va organitzar amb fons privats l'expedició Cook-Folsom-Peterson, el trajecte al llarg del riu Yellowstone els va portar a l'estany homònim. Els resultats publicats al diari de travessia Western Monthly en 1870 van motivar a topògraf de Montana Henry Washburn a encapçalar l'expedició Washburn-Langford-Doane, en què també van participar Nathaniel P. Langford i un destacament de l'exèrcit nord-americà comandat pel tinent Gustavus Cheyney Doane. Les seves detallades descripcions de les troballes a la regió es van donar a conèixer mitjançant conferències i articles en revistes i diaris. D'acord amb Hayden, l'informe de l'expedició va resultar «notable […] escrit sota la inspiració dels meravellosos fenòmens físics ... que per les seves descripcions gràfiques i apassionant interès no ha estat superat per cap informe oficial ... des de l'època de Lewis i Clark».
Com a resultat d'aquesta sèrie d'excursions, van sorgir iniciatives destinades a la protecció de la regió de Yellowstone. Per exemple, Thomas Francis Meagher va realitzar una de les primeres propostes en aquest sentit, en addició a l'escriptor i advocat Cornelius Hedges -qui havia format part de l'expedició Washburn -, i al congressista William D. Kelley, que va recomanar que « el Congrés aprovi un projecte de llei en què es declari a la gran Conca dels Guèiser com a parc públic per sempre», d'acord amb una missiva enviada pel financer Jay Cooke a Hayden.

### Creació del parc i els primers anys (1872-1876)
Onze anys després de la fallida expedició Raynolds i amb la intenció de realitzar una excursió més científica, a l'estiu de 1871 Hayden va recórrer a un grup d'especialistes, artistes i fotògrafs per a un estudi de caràcter geològic, zoològic, botànic, paleontològic i meteorològic a la regió de Yellowstone. L'informe final d'aquest projecte, que va comptar amb finançament governamental, va incorporar informació detallada de les troballes, així com fotografies i il·lustracions de William Henry Jackson i Thomas Moran, respectivament. Amb base en aquestes evidències, Hayden, Langford i Hedges van sol·licitar el suport de congressistes per a la protecció de l'àrea i, com a resultat, un primerenc projecte de llei es va presentar davant les cambres legislatives al desembre del mateix any. Finalment, el Congrés va retirar la zona de la subhasta pública i, després de diverses discussions parlamentàries en què van sorgir desacords sobre l'aprovació de la iniciativa, l'1 de març de 1872, el president Ulysses S. Grant va signar la llei The Act of Dedication, per la qual va quedar establert el parc nacional de Yellowstone,  i el text deia:
| « | THE ACT OF DEDICATION Una Llei per apartar certa extensió de terra, que es troba prop de les capçaleres del riu Yellowstone, com a parc públic. Sigui promulgat pel Senat i la Cambra de Representants dels Estats Units d'Amèrica al Congrés reunit, que l'extensió de terra en els Territoris de Montana i Wyoming ... per la present queda reservada i retirada de l'assentament, ocupació o venda sota les lleis dels Estats Units, i dedicat i apartat com a parc públic o terreny de plaer per al benefici i gaudi de la gent; i totes les persones que s'ubiquin, s'estableixin o ocupin el mateix o qualsevol part del mateix, excepte com es disposa més endavant, seran considerats intrusos i remoguts d'allà... Aprovada l'1 de març de 1872. | » |
| — Firmada per: Ulysses S. Grant, president dels Estats Units. Schuyler Colfax, vicepresident dels Estats Units i president del Senat. James G. Blaine, portaveu de la Cambra de Representants. | |   |

El compromís d'Hayden amb aquesta iniciativa es devia al seu interès en «reservar la zona com lloc d'esbarjo per al benefici i gaudi de la gent», a la qual es va referir com «un tresor inavaluable que es tornaria més rar amb el temps». En el seu informe, va ressaltar la necessitat que el parc fos «tan lliure com l'aire o l'aigua» en al·lusió a la possibilitat que el faran servir per «fer mercaderia d'aquests bells exemplars» com era el cas de les Cataractes del Niàgara, a més d'advertir que «els vàndals que ara estan esperant entrar en aquesta terra de les meravelles, despullaran en una sola temporada, més enllà de la recuperació, aquestes notables curiositats, la preparació ha requerit tota l'astúcia de la natura durant milers d'anys», en el cas que el projecte de llei sigui desestimat.

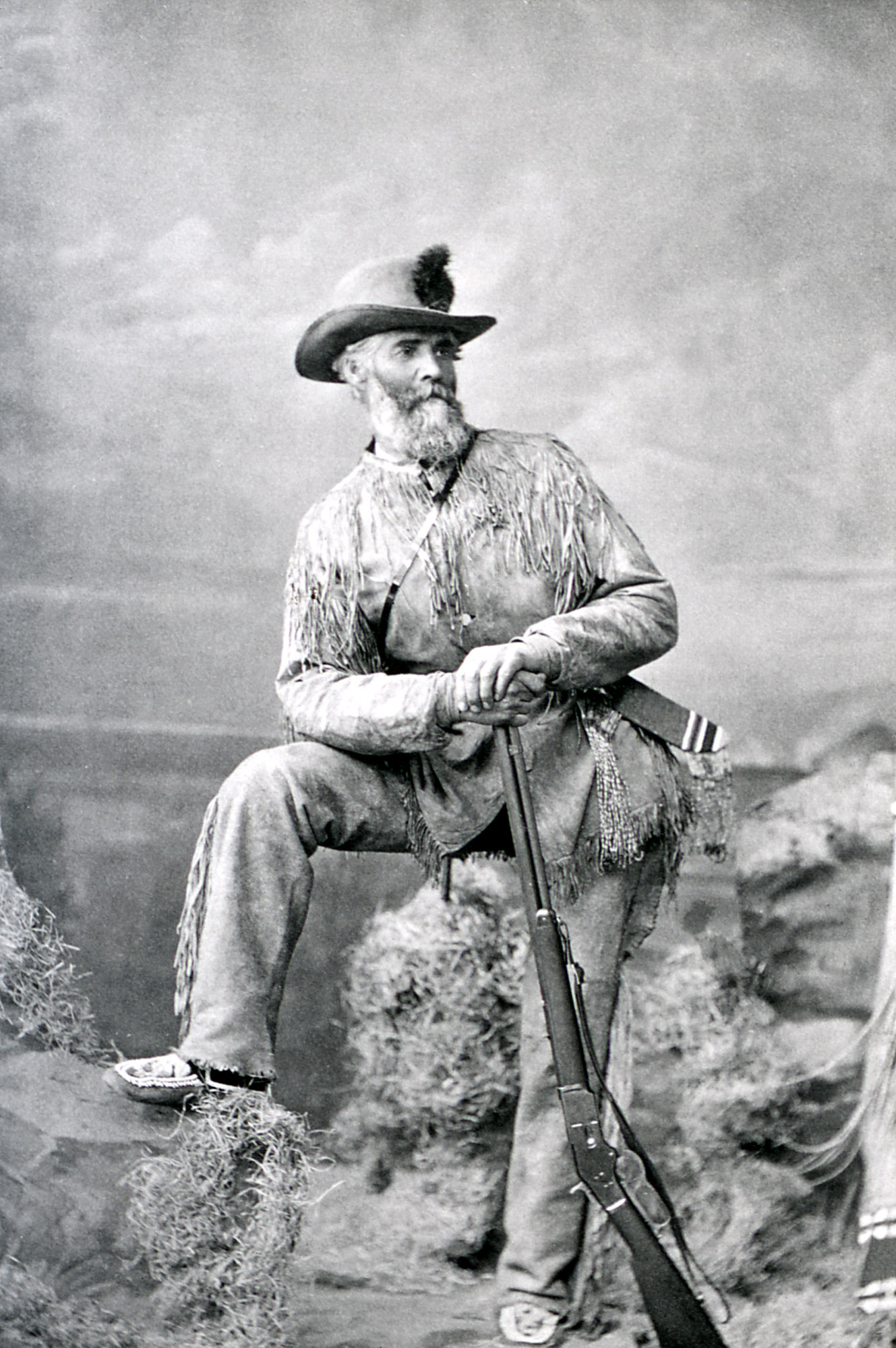
Philetus Walter Norris.

Si bé Columbus Delano, el llavors secretari de l'Interior, va designar a Langford com el primer superintendent del parc amb la garantia d'eventuals subvencions, en realitat durant els seus cinc anys de gestió no va tenir remuneració econòmica, ni finançament o un equip de col·laboradors. Això va afectar la resolució de certs assumptes notables per al parc en els seus primers anys d'operació, com ara la millora i protecció del terreny enfront de la invasió de caçadors furtius i vàndals, al que es va sumar la manca de normativa i de mitjans legals per a tal propòsit. L'anterior va quedar documentat en un informe dirigit al departament de l'Interior. Així mateix, la implementació d'estrictes prohibicions federals contra l'explotació de recursos i l'establiment d'assentaments dins dels límits de parc, va comportar una altra problemàtica a causa de protestes de vilatans que es dedicaven a la mineria, caça i tala en aquesta superfície, i que sospitaven que aquestes mesures podrien afectar l'economia de Yellowstone.
Amb la intenció de salvaguardar la integritat de parc -especialment després d'una sèrie d'informes que van evidenciar la destrucció de certs sectors entre 1873 i 1874-, Langford va dedicar una part dels seus esforços a sol·licitar al Congrés la concessió de préstecs mitjançant els quals poguessin desenvolupar-camins i hotels a la rodalia de Yellowstone. No obstant això, malgrat que en els següents dos anys es van proposar diverses mesures legislatives, cap d'elles va resultar reeixida i Langford va optar per dedicar-se a la seva ocupació alternativa com a analista bancari; d'acord amb declaracions del capità William Ludlow, a l'agost de 1875: «Els caçadors s'han dedicat durant anys a la matança, [i] dins dels límits de parc tot just es troba [n animals]. Vaig ser informat de manera creïble ... que durant l'hivern de 1874 i 1875 ... no menys de 1500 a 2000 d'aquests [ants] van ser destruïts en un radi de 15 milles de Mammoth Springs […] L'única taca en aquesta obra artística havia estat ocasionada per la mà grollera de l'home. El treball ornamental sobre el cràter i els estanys havia quedat desfigurat en els llocs més prominents pels visitants, i els còdols estaven inscrits a llapis amb els noms d'un gran nombre de persones sense importància. ... Els visitants rondaven amb pala i destral, tallant i arrencant grans peces de l'obra més ornamental que van poder trobar; dones i homes per igual unint-se al bàrbar passatemps».

### Fi de l'administració civil (1877-1886)
Un cop assumit l'ofici presidencial i interessat en les iniciatives de protecció de parc, en 1877 Rutherford B. Hayes va triar a Carl Schurz i Philetus W. Norris com a secretari de l'Interior i superintendent de Yellowstone, respectivament. Poc més d'un any després, amb ajuda del representant de Michigan, Schurz va aconseguir a mitjans de 1878 la primera subvenció governamental per a la «protecció, preservació i millora» de parc, i amb això el primer sou anual per a l'ofici de superintendent de la institució. Un parell d'anys després, aquest suport va passar a integrar-se al pressupost anual governamental. Cal esmentar que fins llavors existien cinc «regles» que regien el funcionament de parc, una de les quals prohibia habitar-lo sense autorització prèvia del Senat. 
Pel que fa a la cacera, si bé Schurz va recomanar l'establiment d'una zona per a la preservació de la fauna, Norris creia que consistia en «un excel·lent esport [... encara que] sever i perillós». Eventualment, Harry Yount -un apassionat del parc considerat com el primer guardabosc del lloc- va proposar la creació d'una força policíaca que vigilés permanentment l'estat de Yellowstone així com el compliment de les lleis, regulacions i regles concernents a la protecció de l'indret. de fet, Pic Younts porta aquest nom en honor seu. Si bé per 1881 s'havien construït més de 500 km de camins a Yellowstone, l'abril de 1882 Patrick H. Conger va substituir a Norris en la superintendència. La quantitat de visites es va incrementar notablement l'any 1883, quan es van registrar 5000 admissions en contrast amb les 300 de 1872, la qual cosa es va atribuir a l'establiment d'una estació de tren a Livingston, Montana, per part de la Northern Pacific Railroad al començament d'aquesta dècada, i que connectava amb l'entrada nord-est de parc. No obstant això, la majoria dels accessos a parc en aquest llavors eren a cavall o per mitjà de diligències. l'auge turístic a Yellowstone va portar a l'origen d'acords i concessions territorials entre el govern i particulars per una superfície d'almenys 17 km², la qual cosa va donar lloc a la creació de la Yellowstone National Park Improvement Company.
Addicionalment, durant els anys 1870 i 1880, es va suscitar un conflicte entre les autoritats del parc i la tribu Nez percé a causa de l'exclusió d'amerindis d'aquest territori. La situació va arribar a un punt crític quan integrants de la tribu van envair Yellowstone i van capturar a diversos visitants com a ostatges, dels quals van assassinar-ne a dos. De manera similar, un grup de Bannock va entrar al parc en 1878. Per tal d'evitar l'ingrés d'amerindis i més tragèdies, Norris va ordenar construir un fort en el parc. A principis de 1883 el Senat va aprovar una llei que, a més de regular certs aspectes administratius de parc com el de les concessions territorials, va admetre la intervenció del Departament de Guerra per al desplegament de tropes militars que ajudaren a retirar als que incomplissin les regles de Yellowstone. Entre 1884 i 1885, van estar a càrrec del parc dels superintendents Robert I. Carpenter i D. W. Wear, respectivament. Durant la gestió d'aquest últim es va dur a terme el primer arrest d'un caçador que va incomplir amb la regulació de parc. A més, en aquest lapse el parc va comptar amb la protecció de govern de Wyoming. L'agost de 1886, el capità Moses Harris va rellevar Wear del seu càrrec i va posar fi a l'administració civil de parc, amb la qual cosa l'exèrcit nord-americà hauria d'assumir aquesta responsabilitat durant els pròxims anys.

### Administració militar de parc (1886-1918)
Una de les primeres accions de Harris al davant del parc Yellowstone va ser l'establiment tant del lloc de cavalleria Camp Sheridan a la zona muntanyosa de deus Mammoth Hot Springs, així com d'un reglament en el qual, entre altres punts similars a la normativa anterior, es va prohibir la caça i l'ús d'armes de foc dins del lloc. Si bé l'arribada de les tropes militars a Yellowstone va atreure diverses crítiques en aquest període, Harris va recórrer a patrulles frontereres periòdiques per expulsar els vàndals. Aquesta mesura va resultar efectiva i va crear un precedent per a la creació d'una política reguladora de sistema de parcs nacionals nord-americans. Així mateix, es va autoritzar a partir de 1888 l'increment anual de militars durant la temporada de vacances d'estiu. el 1889 el capità F. A. Boutelle va reemplaçar a Harris com superintendent. Durant la seva gestió es van implementar certes accions favorables per al parc com ara un sistema d'identificació de llocs exclusius per a campistes -que haurien d'adoptar després la resta de parcs nacionals-; la incorporació de truites per fomentar la pesca; i la construcció de cabanes de patrulla per als guardaboscos -referides comunament com «showshoe Cabins» -.
A causa de la participació de Boutelle en la campanya Sioux de 1890, el capità George S. Anderson va assumir la responsabilitat de Yellowstone el 1891, de l'administració van sorgir diverses noves polítiques i programes que haurien de consolidar-se al Servei de Parcs Nacionals. En aquest període, Camp Sheridan passar a integrar el Fort Yellowstone, una edificació militar més organitzada, a més de reportar els primers enviaments d'exemplars animals a l'Institut Smithsonian i a zoològics del país. el 1891 es va inaugurar el Lake Hotel, que hauria de passar per diverses remodelacions en les següents dècades fins a adquirir l'estatus de monument nacional l'any 2015. Fins a l'any 1895, la popularitat de parc anava en augment i es van registrar més de cinc mil visitants, una xifra rècord des de la seva creació. Cal assenyalar que en 1894 es va signar una nova llei que va admetre formalment al parc nacional de Yellowstone en la jurisdicció de districte de Wyoming, i com a resultat es van implementar les primeres mesures jurídiques contra els infractors de les normes del lloc recreatiu, les quals haurien de ser regulades pel nou ofici de «comissionat de parc», inaugurat per John A. Meldrum aquest mateix any i la tasca va perdurar fins a 1935.  aquestes mesures van quedar reforçades amb la National Park Protection Act, comunament referida com Lacey Act. El 1903, el president Theodore Roosevelt va dedicar l'arc a l'entrada nord de parc, i en aquesta època també van obrir les portes l'oficina postal de Mammoth Hot Springs i l'hotel Old Faithful Inn.
Els esforços per criar i domesticar animals que haurien d'habitar al parc va donar com a resultat la creació en 1907 d'un ranxo a la reserva Lamar Valley, que en el seu primer any d'operacions va arribar a tenir 61 bisons en captivitat. Amb el pas el temps tal iniciativa va ajudar a evitar l'extinció d'aquesta espècie, que el 1916 va arribar a tenir 273 exemplars a Yellowstone. El 1911, es va dur a terme una reunió al parc a la qual van assistir funcionaris del departament de l'Interior així com el superintendent per tal d'acordar la substitució de les tropes de cavalleria per una guàrdia especial que s'encarregués alhora de l'administració de Yellowstone. Eventualment els resultats d'aquests acords van donar lloc a la signatura de la llei  National Park Service Organic Act , mitjançant la qual es va establir el Servei de Parcs Nacionals en 1916. Un parell d'anys després, l'any 1918 l'exèrcit americà va cedir l'administració de parc a aquesta entitat. Cal afegir que davant l'increment de visites al parc a bord d'automòbils - d'acord amb registres de 1915, a l'any ingressaven un miler d'autos-, el transport en carruatges i cavalls va resultar conflictiu i això va derivar en la seva prohibició.

### Època contemporània (1918-actualitat)
Horace Albright va passar a ser el primer superintendent de Yellowstone després de la creació del Servei de Parcs Nacionals, a més de donar suport simultàniament a Stephen Mather, el primer director deL servei. L'any 1920 va començar a operar dins del parc el lloc d'allotjament Roosevelt Lodge. Gairebé una dècada després, el president Herbert Hoover va signar el 1929 un decret que va establir els límits territorials del parc: cap al nord-oest es va incloure una zona d'arbres petrificats, mentre que a l'est va incorporar les capçaleres del riu Lamar i part de la conca del riu Yellowstone. El territori es va ampliar novament l'any 1932, quan es van incloure més de 28 km² entre el límit nord i el riu Yellowstone, a l'oest de Gardiner, mitjançant una ordre executiva signada per Hoover.
Gràcies al Cos Civil de Conservació, entre 1933 i 1942 es van posar en marxa diversos projectes d'infraestructura al parc per a la reforestació, el desenvolupament de senders, i la reducció d'incendis. Així mateix, es van construir centres de visitants, campaments i carreteres. Després de l'esclat de la Segona Guerra Mundial, el govern nord-americà va usar el pressupost destinat als parcs nacionals en el conflicte armat i això va afectar el manteniment de les instal·lacions existents a Yellowstone així com el cessament de certes obres com un camí entre el guèiser Old Faithful i la muntanya Craig Pass. Un cop finalitzada la guerra, la concurrència al parc es va incrementar de manera notable i el lloc va tenir una afluència rècord d'un milió de visitants l'any 1948. A causa de la deterioració dels parcs nacionals a conseqüència de la manca de recursos durant la guerra mundial, Conrad Wirth -llavors director del servei de parcs nacionals- va proposar la creació d'un programa governamental dirigit a la millora de la infraestructura turística i camins d'aquesta classe d'àrees protegides. Aquesta iniciativa va rebre el nom de Missió 66, ja que es pretenia que el projecte quedés conclòs a temps per commemorar el 50è aniversari de fundació del servei, l'any 1966. Un dels canvis més notables va tenir a veure amb el redisseny arquitectònic de les estructures dels parcs, que van adoptar un estil modernista oposat al disseny rústic que havia prevalgut fins llavors i els costos eren més elevats. El centre Canyon Village Lodge és un resultat d'aquest esforç, i fou construït l'any 1957. Així mateix, l'any 1949 van començar a emprar-se aerolliscadors per al trasllat de turistes durant la temporada hivernal, mentre que l'any 1955 es va inaugurar el primer servei d'autocar a la mateixa estació de l'any.
L'agost de 1959 es va suscitar un terratrèmol de magnitud 7,5 a l'escala de Richter que va ocasionar danys a les instal·lacions i àrees termals de parc així com la mort de campistes en el bosc nacional Gallatin. Uns anys després, el 1963, es va publicar el document Wildlife Management in the National Parks -traducció literal: «Maneig de vida silvestre en els parcs nacionals»-, també conegut com Leopold Report, en resposta a les mesures controvertides adoptades des de feia alguns anys per l'administració de Yellowstone per mitigar la sobrepoblació d'ants en el lloc. Una de les seves recomanacions era l'involucrament de científics a la gestió d'ecosistemes dels parcs nacionals; l'any 1968 es va descobrir el bacteri Thermus aquaticus en una font termal de Yellowstone, i el 1970 es va posar en marxa un programa per a la protecció de la població d'óssos del parc. Alguns successos rellevants en la dècada de 1970 van tenir a veure amb les adequacions per a l'allotjament nocturn de visitants durant l'època hivernal, una mesura que hauria de perdurar anualment; i el parell de nomenaments com reserva internacional de la biosfera (1976) i Patrimoni de la Humanitat (1978). Així mateix, en aquest període es van publicar almenys tres lleis que haurien de regir l'administració de parc en els pròxims anys: la National Environmental Policy Act and the Clean Air Act (1970), la Clean Water Act (1972) i la Endangered Species Act (1973).

Incendis a Yellowstone en 1988.

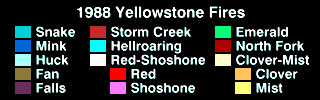
Progressió dels incendis a la regió de Yellowstone, entre juliol i octubre de 1988.

L'estiu de 1988 es va suscitar una sèrie d'incendis forestals al parc que van destruir més del 35% de la seva superfície -aproximadament 3213 km²-. Com a resultat, es van produir canvis en les polítiques de gestió d'incendis als parcs nacionals americans. a partir de 1994, l'administració de Yellowstone va mantenir un percentatge dels ingressos d'admissió a les seves instal·lacions per decret governamental, i a l'any següent es van tornar a introduir els llops al lloc -els últims havien estat eliminats l'any 1923 per oficials de parc a causa de la seva naturalesa depredadora -. Val a dir que entre 1995 i 2003 el parc va estar inclòs en la llista de Patrimoni de la Humanitat en perill a causa dels efectes delturisme, l'estat de la vida silvestre i les constants problemàtiques amb les espècies invasores.
En els anys 2000 es van produir alguns esdeveniments ecològics rellevants per a la història de parc; per exemple, el 2005 es va fundar el Heritage and Research Center - «Centre d'investigació i patrimoni» - prop de l'entrada nord del parc, a Gardiner. En el seu interior alberga la col·lecció del museu del parc, així com una biblioteca d'arxius, un laboratori d'arqueologia i un herbari. Si bé el 2007 el govern va remoure als óssos grizzly de Yellowstone de la seva llista nacional d'espècies amenaçades, el 2009 aquests van recuperar el seu anterior estatus de conservació. L'anterior va portar a l'establiment d'un nou programa científic per a la preservació de l'ecosistema de parc. De manera similar, el 2008 es va recomanar la remoció de truites de l'estany de Yellowstone. Com a part del programa America the Beautiful Quarters, l'any 2010, el parc de Yellowstone va rebre la seva pròpia moneda de 25 centaus dels Estats Units. Cal afegir que l'any 2018 es va realitzar el primer esdeveniment anual pleinairista de la institució. a causa de la pandèmia de COVID-19, el parc es va mantenir tancat entre març i maig de 2020.

## Jurisdicció legal

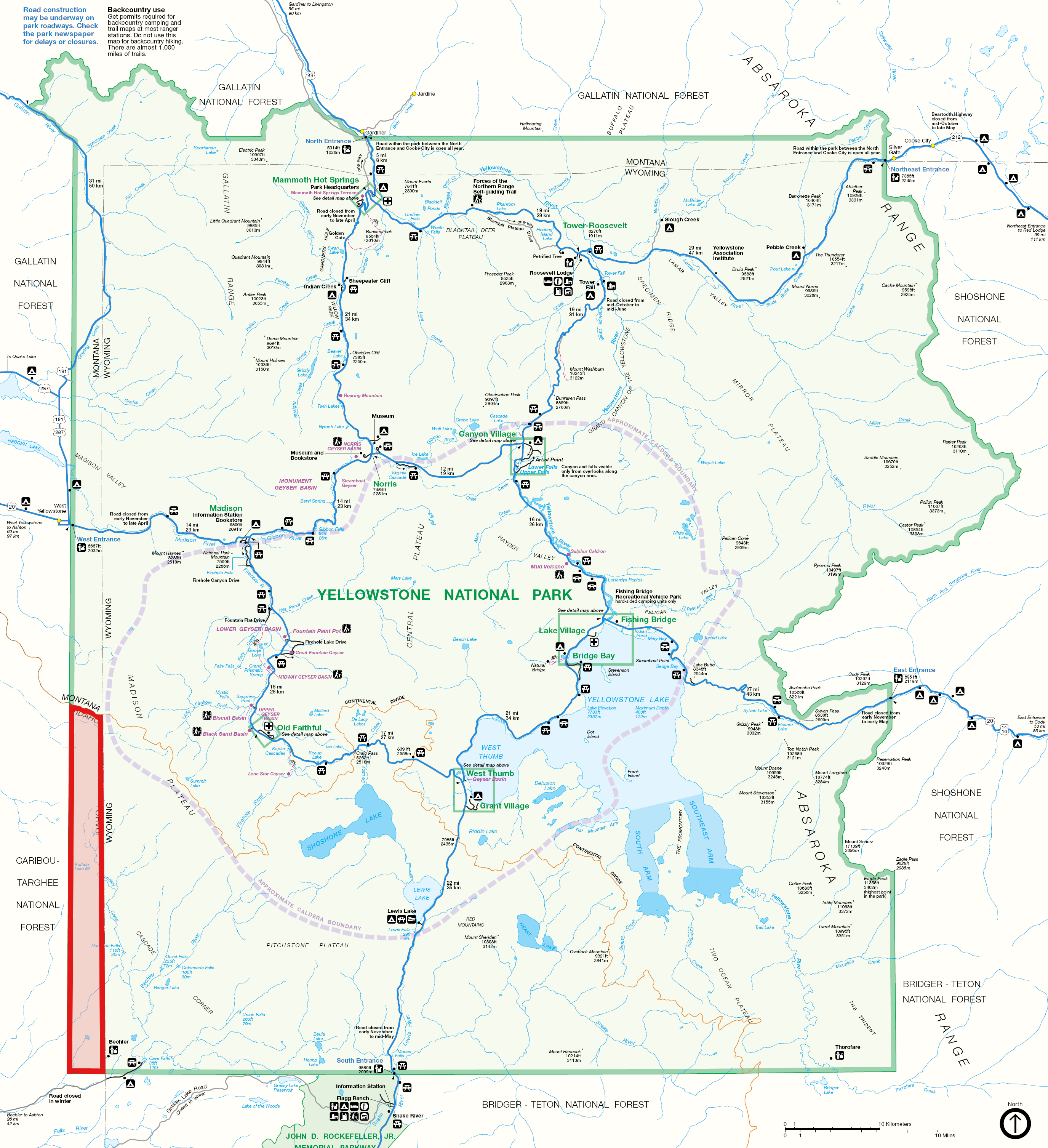
Imatge en la qual apareix ressaltat, a la part inferior esquerra, el sector de parc corresponent a Idaho.

El parc opera dins de la jurisdicció del tribunal per al districte de Wyoming, el que el converteix en l'únic districte judicial de caràcter federal que regula sectors de més d'un estat -està vigent també en les zones corresponents d'Idaho i Montana-. En aquesta situació, d'acord amb el professor de dret Brian C. Kalt, és improbable reunir un jurat de conformitat amb la «clàusula de veïnatge» de la Sisena esmena a la Constitució per atendre un crim comès, ja sigui a la regió despoblada del parc corresponent a Idaho o a la zona amb escassa presència humana de Montana.

## Ús recreatiu

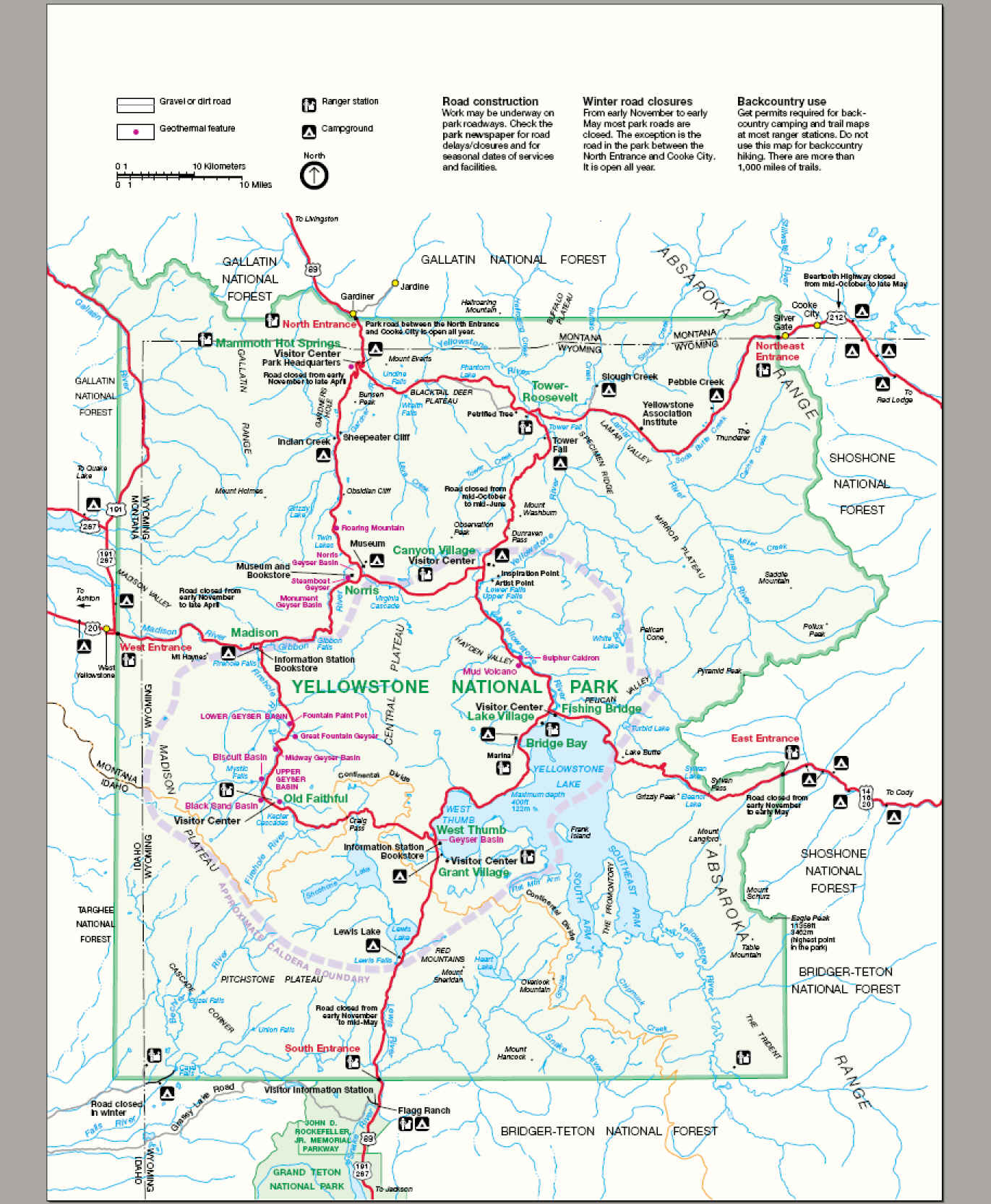
Mapa turístic de Yellowstone.

Amb el transcurs del temps, Yellowstone s'ha consolidat com un dels parcs nacionals nord-americans més populars. D'acord amb registres que daten de mitjans de la dècada de 1960, cada any és visitat almenys per dos milions de persones, i el 2016 va aconseguir un rècord històric de 4,26 milions de visites. Cal esmentar que al mes de juliol és quan es rep la quantitat més gran d'admissions al parc cada any, i els sectors predilectes pels visitants són Old Faithful i Mammoth Hot Springs, a més de les àrees geotermals (com el guèiser Old Faithful). De manera similar, el públic es veu atret pels albiraments de fauna salvatge com óssos  grizzly  i llops -d'acord amb un estudi citat per la revista  National Geographic , «els visitants que provenen dels afores de la regió del Greater Yellowstone [Wyoming, Montana i Idaho] gasten 35,5 milions [USD] anuals específicament per veure llops» -.
En període estival 3.700 persones treballen per als concessionaris, qui al seu torn administren nou hotels amb un total de 2238 habitacions i cabanes, així com estacions de servei, magatzems i càmpings. A més a la nòmina inclou 800 llocs de treball fixos o temporals que responen directament al NPS. La popularitat i afluència del parc posseeix un impacte notable en l'economia de Wyoming, Montana i Idaho; per exemple, d'acord amb el NPS, fins al 2020 els guanys estimats per l'allotjament combinat dels parcs de Glacier i Yellowstone ascendia a 315 milions €.
El freqüent tancament dels camins de servei del parc, a causa d'obres de manteniment o reconstrucció, comporta la limitació de l'accés al públic a certes àrees d'interès turístic. Amb excepció de la via que sorgeix des de Gardiner i s'estén fins a Cooke City (Montana), el tràfic vehicular és suspès en la resta dels camins durant cinc mesos, entre novembre i mitjans d'abril. Hi ha cinc accessos diferents a Yellowstone i 310 milles (500 km) de camins pavimentats. Si bé el parc no compta pròpiament amb un servei de transport públic, és possible contractar el transport motoritzat guiat amb tercers. Així mateix, els concessionaris porten a terme recorreguts guiats en motos de neu i autocars cada temporada hivernal, encara que la seva disponibilitat varia d'acord amb les polítiques del NPS. El maig del 2021, els oficials del parc preveuen la incorporació de vehicles autònoms a la zona de Canyon Village, amb el qual hauria de passar a ser el primer parc nacional nord-americà amb aquesta tecnologia.
El manteniment de les estructures històriques i altres edificis de parc -com Old Faithful Inn, construït entre 1903 i 1904; i Fort Yellowstone - està a càrrec del NPS, que al seu torn supervisa l'obertura de nou centres de visitants i museus. Cal esmentar que Fort Yellowstone compta amb un recorregut educatiu i històric que exposa la cronologia del NPS així com el desenvolupament del lloc. És possible també accedir a programes de fogueres, caminades guiades i altres serveis similars en diversos altres llocs de Yellowstone, especialment cada estiu.
El parc compta amb una dotzena de llocs per acampar, el que equival a més de 2000 campaments, en addició a altres àrees com els boscos nacionals circumdants i el parc nacional de Grand Teton, cap al sud de Yellowstone. Encara que existeixen altres llocs als quals el visitant pot arribar només a peu o a cavall, cal sol·licitar un permís prèviament davant els oficials de parc. En general, el lloc compta amb 1,100 milles (1,800 km) de rutes de senderisme. a causa de l'inestabilitat de la roca volcànica predominant, les autoritats de parc desaconsellen el muntanyisme. En el cas de les mascotes, només està permès el seu trànsit a les àrees properes a les carreteres i campaments, i és responsabilitat del seu propietari mantenir-les lligades al llarg de la seva estada. per garantir la seguretat dels turistes, hi ha senders revestits de fusta i altres materials al voltant de les àrees tèrmiques, els quals en la seva majoria també resulten aptes per a discapacitats. Els serveis d'emergència són proporcionats directament pel NPS, que opera al seu torn una clínica a Mammoth Hot Springs.
La cacera i la pesca a Yellowstone pateixen certes restriccions: per exemple, la primera només pot realitzar-se durant la temporada oberta als boscos nacionals circumdants, i cal tramitar una llicència davant les autoritats de parc per pescar. En diversos dels reservoris d'aigua es porta a terme exclusivament la pesca amb mosca, mentre que les espècies de peixos natius han de capturar-se i ser deixats anar de nou a l'aigua. Quant a la navegació, està permesa en un tram de 5 milles (8.0 km) del riu Lewis i el llac Xoixons, i no ha de ser motoritzada. Cal afegir que el Yellowstone Lake posseeix un port esportiu.

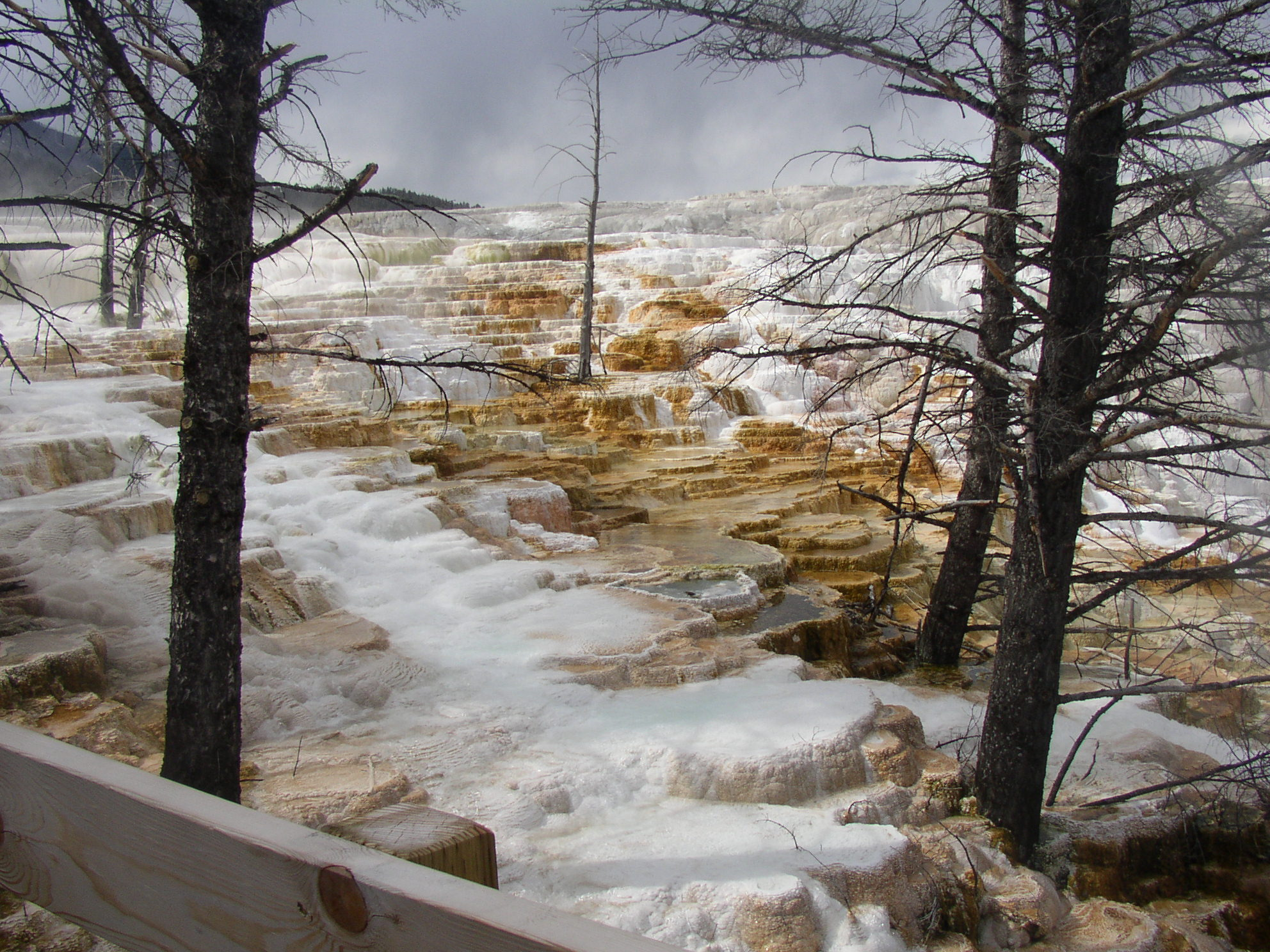
Paisatge del parc.

L'any 1970, els funcionaris del parc van incorporar un programa per orientar el públic sobre els perills del contacte amb els óssos del lloc; fins llavors, els visitants podien alimentar-los i fer fotografies, i cada any es registraven lesions i accidents propiciats per aquestes trobades. Gràcies a aquesta política, resulta més infreqüent l'albirament d'óssos a Yellowstone i la quantitat de ferides o morts ocasionades per aquests animals ha decrescut de forma important amb el pas del temps.
Altres zones protegides a la regió inclouen els boscos nacionals Caribou-Targhee, Gallatin, Custer, Xoixons i Bridger-Teton. Cap al sud es troba el John D. Rockefeller Jr. Memorial Parkway, un camí operat pel NPS, que condueix al parc nacional Grand Teton. Així mateix, la Beartooth Highway permet l'accés des del nord-est. Algunes comunitats properes són West Yellowstone, Montana; Cody, Wyoming; Red Lodge, Montana; Ashton, Idaho; i Gardiner, Montana. El transport aeri més proper està disponible a través de Bozeman i Billings, a Montana; Jackson i Cody, a Wyoming; o Idaho Falls, a Idaho. L'àrea metropolitana de major superfície i més propera a Yellowstone és Salt Lake City, a 320 milles (510 km) cap al sud.

## Impacte cultural
La reacció inicial a l'establiment del primer parc nacional nord-americà va resultar desfavorable, a causa de la noció que «la regió pogués ser dividida i explotada per a fins privats» malgrat que els seus fundadors ho van concebre per «benefici i gaudi de tots». Des del seu establiment, «ha servit com a laboratori de naturalesa salvatge en gairebé tots els aspectes de la seva gestió. […] Cada element del seu funcionament va ser essencialment experimental. Si bé el Congrés va donar suport a la creació de parc nacional, durant diversos anys no va assignar fons per a la protecció i millora de la reserva». Així mateix, ha contribuït als esforços internacionals de preservació de l'entorn natural i històric, «perquè tota la humanitat tingui l'oportunitat de reflexionar sobre el seu patrimoni natural i cultural, i de tornar a la natura i renéixer espiritualment en ella».

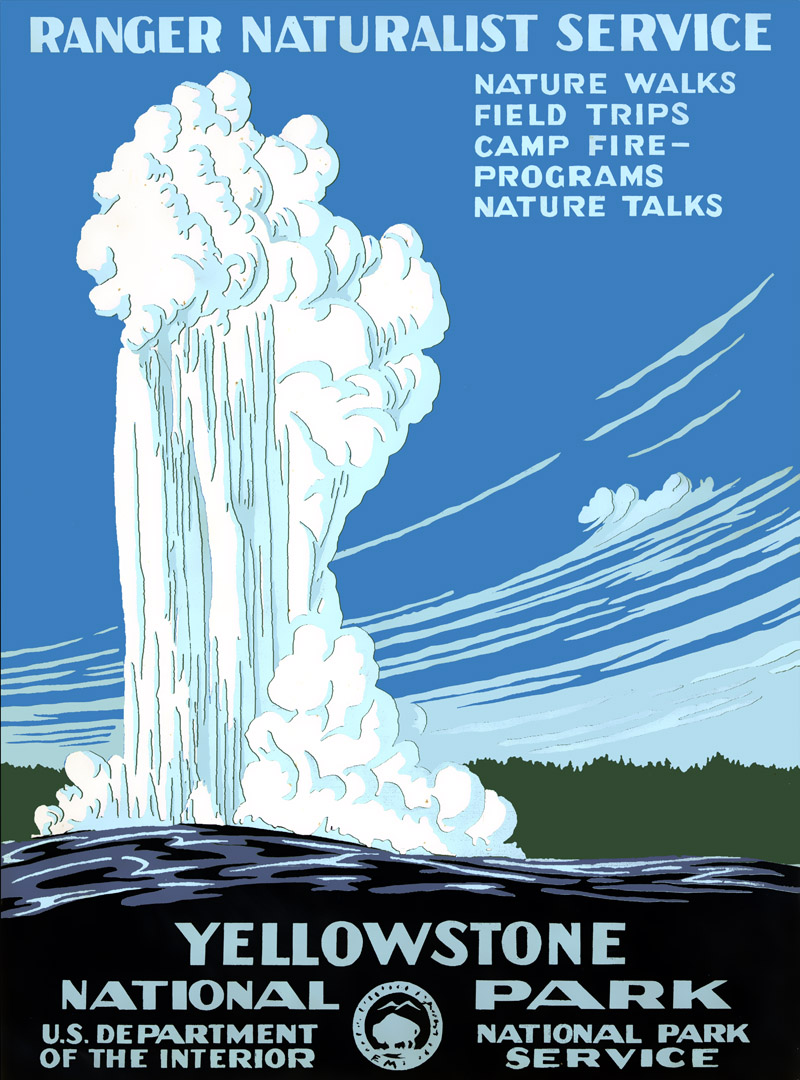
Pòster que data del 1938 del Servei de Parcs Nacionals per promocionar Yellowstone.

La riquesa natural de parc de Yellowstone inclou més de deu mil formes geotermals -la meitat de les existents en el planeta- i la concentració més gran de guèisers actius amb més de 300 en total. Per tractar-se d'un dels pocs ecosistemes amplis que prevalen intactes a la zona temperada de nord de la Terra aproximadament el 2% de la seva superfície conté la infraestructura per a la seva administració-, és també un lloc idoni per a «la conservació, l'estudi i el gaudi dels processos dels ecosistemes de terres silvestres a gran escala». La Unesco el va nomenar «reserva de la biosfera» l'any 1976. Cada any, el Servei de parcs Nacionals reconeix les contribucions dels empleats, els concessionaris i les iniciatives cap a la preservació i millora dels ecosistemes dels parcs; l'any 2015 l'equip de Yellowstone es va fer creditor a més d'una dotzena de premis en diferents categories.
En una enquesta duta a terme per l'agència turística Expedia l'any 2016, el 27% dels sondejats va triar Yellowstone com el seu parc nacional favorit, seguit en les preferències pel Parc Nacional del Gran Canyó, el Parc Nacional de les Grans Muntanyes Fumejants, el Parc Nacional de les Muntanyes Rocoses i el Parc Nacional de Yosemite. en una altra enquesta de  Simplemost  duta a terme el 2018, Yellowstone es va situar en el segon lloc d'un llistat encapçalat pel parc del Gran Canyó. A partir de l'any 2017, les autoritats de parc elaboren anualment una sèrie d'enquestes als visitants per conèixer la seva percepció sobre Yellowstone; els resultats de la primera edició van revelar que «tot i la plètora de queixes que podrien fer els vilatans fastiguejats (passadissos plens de gent, trànsit, autobusos turístics, senyals socials perdudes), una aclaparadora majoria dels enquestats va dir que el temps que van passar a Yellowstone va ser positiu». Altres estadístiques recents van donar a conèixer que la majoria dels visitants de parc són nord-americans, mentre que un 17% prové de l'estranger -primordialment d'Europa, la Xina i del Canadà -.

## Curiositats
El parc també ha estat utilitzat per a la producció de pel·lícules com ara  Heart of the Wilds  (1918),  Yellowstone  (1936),  Star Trek: The Motion Picture  (1979),  The Wrong Guys  (1988),  Meet the Deedles  (1998) i  2012  (2009); a més de ser referit en programes televisius o documentals com  Yellowstone  (1998),  supervolcà  (2005),  Firestorm: Last estand at Yellowstone  (2006) i  Yellowstone  (2018).
També ha servit d'inspiració per a la creació del personatge de l'ós Yogui i tot el seu entorn, com el fictici parc nacional de Jellystone.('Pedra de melmelada') que era l'escenari on transcorrien les aventures de dibuixos animats de l'os Yogui i el guardabosc Smith.
De manera similar, Orange Tree Productions va treure a la venda el 1995 l'àlbum musical  The Sounds of Yellowstone , de tipus  easy listening . Un altre recopilatori, de música clàssica, produït per la Universitat del Sud de Califòrnia i que conté un tema dedicat a Yellowstone, va començar a distribuir-se en abril de 2020.
Pel que fa a recursos literaris, diversos autors han dedicat novel·les i llibres al primer parc nacional nord-amerià, i alguns exemples són The Stories of Yellowstone, de Mark M. Miller; Mountain Spirit, de Lawrence L Loendorf; i In the Temple of Wolves, de Rick Lamplugh.